# Manfredonia
Manfredonia (Mambredònje in dialetto locale) è un comune italiano di 53 129 abitanti della provincia di Foggia in Puglia.
Situata nel parco nazionale del Gargano, sorge sull'omonimo golfo ed è sede arcivescovile dell'arcidiocesi di Manfredonia-Vieste-San Giovanni Rotondo. La città deve il suo nome a Manfredi di Sicilia, figlio dell'imperatore Federico II, che la fondò nel XIII secolo.

## Geografia fisica

### Territorio

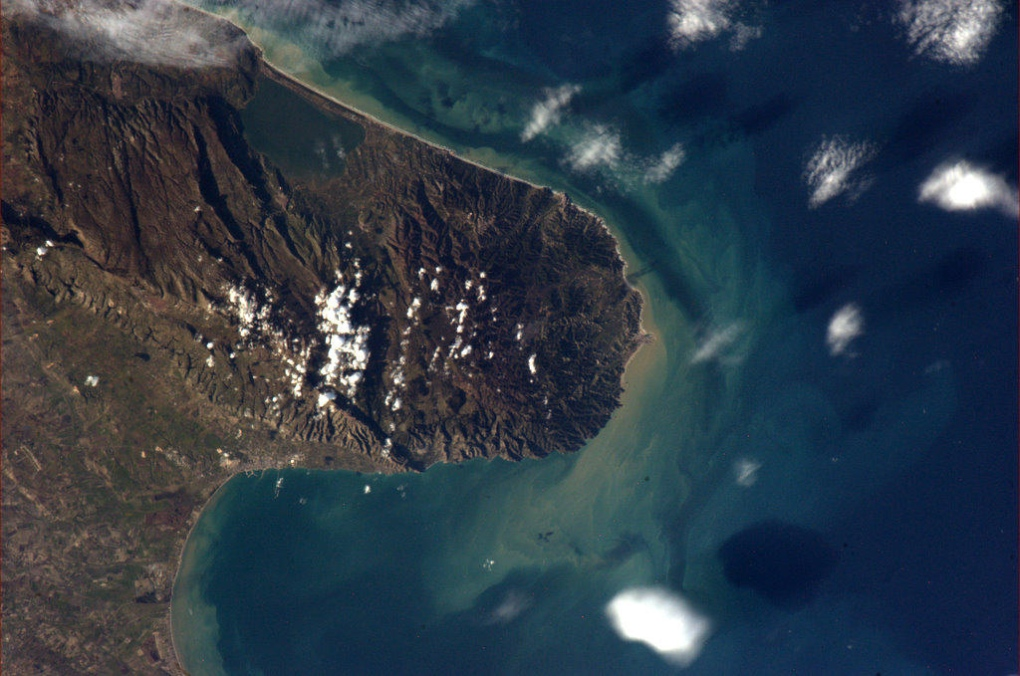
Il golfo di Manfredonia e il Gargano visti dal satellite

Immediatamente a sud del promontorio del Gargano, è il ventisettesimo comune italiano per estensione territoriale, nonché il sesto più esteso della Puglia.
Il territorio è caratterizzato sia dalla bassa costa sabbiosa del golfo di Manfredonia balneabile che da quella più alta e rocciosa a nord; tra gli anni Sessanta e gli anni Settanta del Novecento ebbe una interessante stagione turistica che portò all'insediamento di importanti strutture ricettive progettate secondo canoni architettonici e tecnologici all'avanguardia per quegli anni. Il territorio è anche caratterizzato da una natura montuosa nella parte settentrionale, inclusa nel parco nazionale del Gargano. Fino agli anni '30 del Novecento nel suo territorio ricadevano varie zone umide interessate poi da bonifiche; è ancora presente il lago Salso, entro cui è sorta un'oasi naturalistica; in tali aree era diffusamente praticata la caccia quantomeno fino agli anni '60, ma attualmente il fenomeno è molto limitato grazie all'azione delle forze dell'ordine. A nord e a sud dell'oasi scorrono il torrente Candelaro e il fiume Cervaro; è soprattutto quest'ultimo ad alimentare il lago.
Il territorio di Manfredonia è stato, nella seconda metà del secolo scorso, protagonista di modifiche riguardanti i confini. Apparteneva al comune di Manfredonia, infatti, la lingua di costa situata immediatamente a nord della città. Oggi questo territorio appartiene amministrativamente al comune di Monte Sant'Angelo nonostante tutta la fascia costiera che si muove da Manfredonia a Macchia (frazione di Monte Sant'Angelo) sia situata a pochi km da Manfredonia e geograficamente si affacci sul golfo di Manfredonia. Le vicende che hanno portato alla cessione di quella parte di territorio sono ancora oggi controverse, appesantite anche dal placet che il comune di Monte Sant'Angelo diede sul finire degli anni '60, per l'installazione, nel territorio ceduto e di notevole pregio naturalistico, di un petrolchimico dell'Eni, disattendendo il parere negativo dei consigli comunali di Manfredonia e Mattinata.
Il territorio comunale è attraversato da tre fiumi:
- Candelaro. È lungo 70 km, nasce nell'alto Tavoliere.[10][11]
- Cervaro è un corso d'acqua a carattere prevalentemente torrentizio, con piene anche rovinose (piena del 2003: 682 m²/s[12][13][14]), della lunghezza di 107 km. Le sue sorgenti si trovano nei monti della Daunia.[15][16]
- Carapelle Spesso classificato come torrente, nasce nei monti dell'Irpinia.[17][18]

Classificazione sismica: tutto il territorio di Manfredonia è stato classificato dal Dipartimento di protezione civile nel 2015 "Zona 2", in cui possono verificarsi forti terremoti. La sismicità del territorio è attestata da terremoti e maremoti avvenuti in passato. In particolare, la stessa città di Siponto, che sorgeva nella zona sud dell'attuale Manfredonia, fu colpita da maremoti e fenomeni bradisismici. Questo fece sì che nascesse la nuova città di Manfredonia, per volere del principe svevo, Manfredi, figlio di Federico II di Svevia.

## Storia

### L'antica genitrice, Siponto

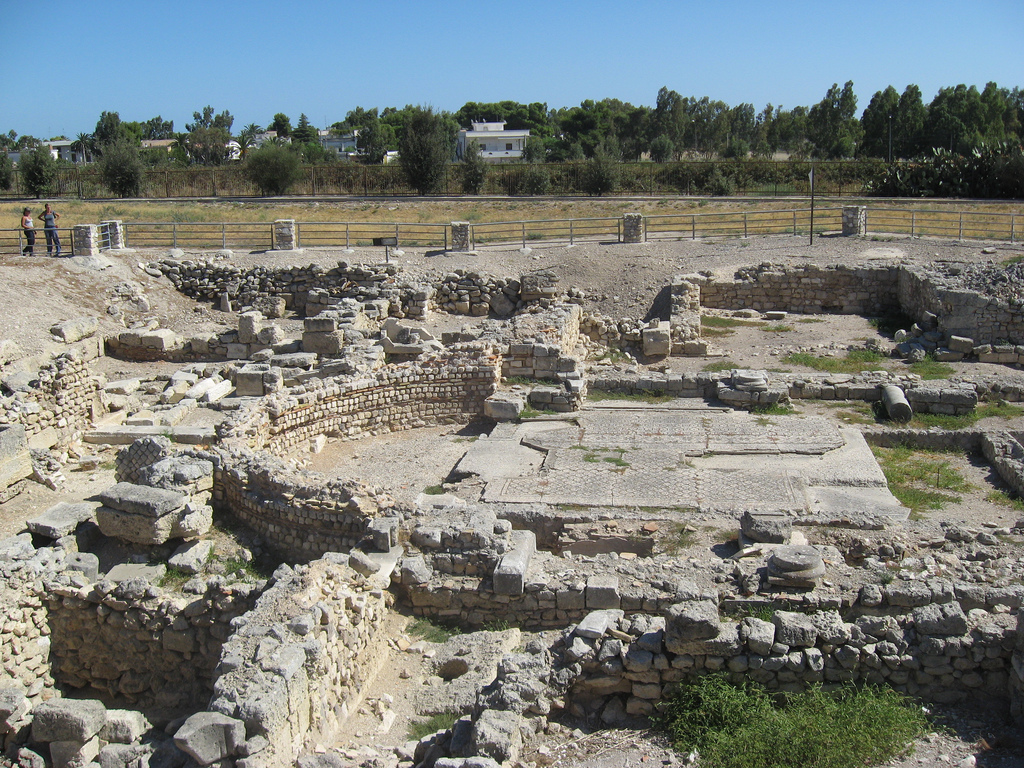
Scavi archeologici di Siponto, Manfredonia

È dalla antica città dauna di Siponto che Manfredonia discende in linea diretta per volontà del principe svevo Manfredi, suo primo fondatore. Siponto infatti era ed è (per ciò che rimane ancora inesplorato dell'antica città) situata ormai appena a ridosso dell'attuale centro abitato. Alcune campagne di scavo hanno portato alla luce parte delle strutture medievali, visitabili in quello che è uno dei siti archeologici presenti nel territorio, ma le parti più antiche sono ancora da portare alla luce.
Numerosi reperti, tra i quali i più significativi sono le stele daunie (reperti riferibili alla antica civiltà daunia che vanno dallo VIII - VI secolo a.C.) attestano che la piana a sud del Gargano e la costa del Golfo, erano abitate sin da epoca neolitica. L'area fu interessata da un importante insediamento daunio, che in seguito fu ellenizzato, diventando sede di uno dei porti più rilevanti a settentrione della Magna Grecia; come lo fu per la Regio II in epoca romana. Al periodo greco si fa risalire il mito della fondazione ad opera dell'eroe omerico Diomede. Conquistata prima dai Sanniti e poi da Alessandro I nel 335 a.C., nel 189 a.C. divenne colonia romana mantenendo viva la sua importanza strategica, militare, culturale e commerciale.
Fu una delle prime sedi vescovili della cristianità. Fu centro di primaria importanza tra il IV e il V secolo. Tra le strutture attualmente conosciute, che ne attestano il valore, c'è una basilica paleocristiana, recentemente oggetto di una ricostruzione artistica di pregio. A lungo contesa fra Longobardi e Bizantini, fu distrutta da questi ultimi nel VII secolo durante il regno di Costante II. Ricostruita, fu per breve tempo possedimento saraceno nel IX secolo; divenne poi sede di una delle 12 contee normanne.
Subì pesanti distruzioni per i terremoti del 1223 e del 1255, i quali probabilmente causarono i fenomeni di bradisismo che fecero cadere in rovina la città.

### Età medievale

#### Fondazione di Manfredonia
Nel gennaio 1256 il principe di Taranto Manfredi giunto a Siponto durante una battuta di caccia sul Gargano, trovò la città distrutta e gli abitanti costretti a vivere in case non più adatte all'uso abitativo, in un'area resa malarica dall'impaludamento. Decise quindi di ricostruire la città due miglia a nord dell'insediamento originario dove alcune fonti attestano già la presenza di abitazioni. Le sue intenzioni erano duplici: da un lato, creare uno dei più importanti centri di governo di tutto il Regno, secondo gli evoluti canoni amministrativi ormai consolidati dal padre, l'imperatore Federico II, dall'altro, presidiare il territorio la cui posizione era strategica anche per via della vicinanza all'Oriente bizantino.
Le conferì il proprio nome in segno di futuro prestigio, onore e potenza. In marzo i lavori vennero affidati al maestro costruttore Marino Capece, che riutilizzò i ruderi della città più antica e organizzò l'importazione via mare dalla Schiavonia di legname, calce, pietre e sabbia. Nel complesso furono impiegati 700 operai e molti buoi. Il 23 aprile 1256, giorno di san Giorgio, fu posata la prima pietra e nel 1257, convocato il Parlamento di Puglia a Barletta, Manfredi, divenuto re di Sicilia nel 1258, ottenne di costruire la nuova città a spese dell'erario reale e della sua cassa privata. Nel novembre 1263 venne consegnato il Datum Orte, ossia l'atto notarile col quale la città veniva ufficialmente riconosciuta. Manfredi successivamente affidò i lavori a suo zio Manfredi Maletta.
Ai primi del 1258 erano state costruite la metà delle mura che guardano verso il mare e verso l'entroterra, con fortini e baluardi, la grande torre di San Francesco, la piccola chiesetta della Maddalena e la grande campana, il cui suono era percettibile a distanze notevoli, per chiamare a raccolta i pochi abitanti di Manfredonia in caso di pericolo. Nel 1264 Manfredi inaugurò solennemente il castello e la città.
La nuova città ottenne benefici fiscali (franchigie) che la resero un porto franco e la sua popolazione si accrebbe, con il trasferimento di abitanti delle vicine città di San Paolo di Civitate, Trani, Carpino, Monte Sant'Angelo, Barletta, Ischitella, Andria e Corato. Sin dalla sua costituzione fu dotata di una zecca che coniò e impresse diverse monete (doppio tarì, dinari d'oro, di rame e di biglione).
Si attesta, sin dalla sua fondazione, una forte presenza ebraica, comunità che in precedenza abitava l'antica città di Siponto sin dal secolo VIII e da lì trasferitasi per invito del re svevo. Sinteticamente si può affermare con certezza che la presenza della comunità ebraica è attestata almeno fino al 1540, quando l'imperatore Carlo V d'Asburgo decretò l'espulsione degli ebrei dal Regno. Tra gli ebrei presenti a Manfredonia si segnala Raffaele Cohen da Lunel, per il quale nel 1472 Giuda Ben Salomone da Camerino copiò a Lucera l'opera Sefer Yosippon.

#### Il periodo angioino

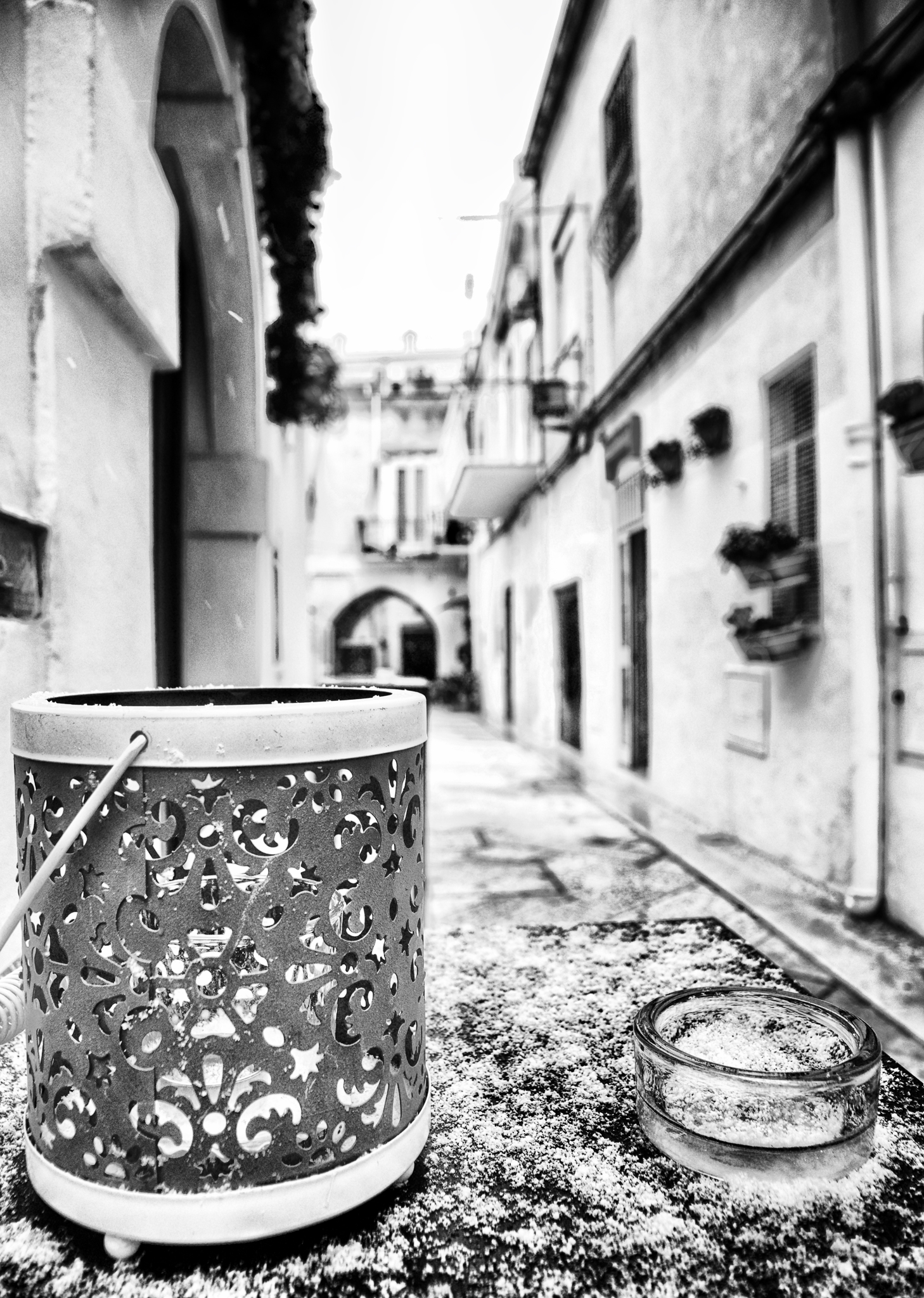
Antico quartiere "Boccolicchio"

I primi decenni della dominazione angioina sono caratterizzati da una vivace attività per realizzare strutture civili, religiose e infrastrutture utili all'economia cittadina. Risale infatti a questo periodo la costruzione delle mura di cinta della città, del castello, del porto e di una torre a suo servizio. Le mura che perimetravano la città, lunghe circa due chilometri, furono realizzate con particolare celerità: l'intero lavoro fu completato dopo cinque anni.
Nel 1269 Carlo I confermò i privilegi che Manfredi diede alla città. Il 7 febbraio 1270 iniziarono i lavori del nuovo duomo, sotto l'arcivescovo Giovanni VII (Freccia da Ravello).
Nel 1272 papa Gregorio X visitò Manfredonia; in questa occasione Carlo I, dietro consiglio del papa, fece collocare una lapide a Porta Puglia e ribattezzò la nuova città col nome di Sypontum Novellum o Sipontum Nova, denominazione che tuttavia non si affermò.
Il 7 maggio 1273 fece costruire a spese della città un ulteriore torrione al lato nord e perfezionare le mura a due ordini, rendendole praticabili con la costruzione di una strada tra il primo e secondo muro; tra il 1279 e il 1282 venne completato il castello con bastioni, mura di cinta e fossato.
Nel 1274 fu terminato il duomo. Sin dal periodo della prima fondazione della città sorsero discordie, durate almeno fino al 1327, in merito alla giurisdizione ecclesiastica, per via della già presente e più antica diocesi di Siponto. A tal proposito il Sarnelli riferisce che la "vetere Siponto", nel 1327 è ancora abitata. "Ma non lasciarono in tutto il Duomo di S. Maria dell'antica Siponto, ch'era il Metropolitano, e stava in piedi colla commoda habitazione per li canonici, e per l'Arciuescovuo. Vi restarono adunque parte de' canonici ad ufficiare, e parte cominciò ad habitare nella nuoua Siponto, o Manfredonia".
Carlo II, succeduto a Carlo I, fece erigere altri tre torrioni lungo le mura e modificò il progetto originario del castello con l'utilizzo del sistema francese per avere una migliore difesa. Nel 1292 stabilì i confini della città e sistemò le difese; nel 1299 incominciarono i lavori per la costruzione del porto e dell'episcopio che sarebbe stato terminato soltanto nel 1316.
La città perse parte dei suoi privilegi e nel 1300, con il trasferimento a San Severo della sede del Gran Giustiziere, perse anche il titolo di capitale della Puglia (Apuliae caput). Nonostante questo, la città s'avviava a diventare il centro commerciale più importante della Capitanata, essendo in una posizione molto utile ai traffici commerciali via mare. L'importanza strategica del porto sipontino è attestata dai numerosi viaggi dei reali angioini: nel 1309 vi si imbarcò Carlo Roberto d'Angiò per occupare il trono d'Ungheria per diritto di successione; il 31 luglio 1333 Carlo Roberto e suo figlio Andrea sbarcarono a Manfredonia; nel 1344 la regina Elisabetta, terza moglie di Carlo Roberto, s'imbarcò per raggiungere Visegrád, in Ungheria. La dinastia ungherese si stanziò a Manfredonia, facendo del porto la base delle sue operazioni militari: Luigi I il Grande, re d'Ungheria, sbarcò con il suo esercito il 18 settembre 1345 dopo l'uccisione del fratello Andrea.
Il 6 maggio 1380 il golfo di Manfredonia fu teatro di un'aspra battaglia navale tra la flotta genovese e quella veneziana: prevalse la prima e fece prigioniero l'ammiraglio della Serenissima Matteo Giustiniani. Il 13 agosto 1380 morì a Manfredonia il celebre ammiraglio veneziano Vettor Pisani, mentre la sua armata era alla fonda nel golfo di Manfredonia.

#### Il periodo aragonese
Durante il XV secolo gli Aragonesi, per uniformarsi ai tempi e alle nuove tattiche difensive, costruirono altre torri. Dal 1424 al 1435, Manfredonia fu concessa in contea a Francesco Sforza.
Dalla metà del Quattrocento, seguendo la linea politica spagnola, adottata in tutto il Meridione, con Re Alfonso la città di Manfredonia iniziò a impoverirsi e caricò gli abitanti di tributi, tasse e balzelli. Così fecero gli Aragonesi, gli Austriaci e i Borboni. Nel 1444 alla città toccarono le spese dell'incoronazione di re Alfonso; nel 1459 Re Ferdinando diede in pegno ai veneziani Manfredonia e altre città pugliesi. Nel 1463 la città fu saccheggiata dello stesso Ferdinando.
Nel 1503 i francesi occuparono Napoli e molte città del Regno. Solo Manfredonia e Taranto rimasero fedeli fino alla fine a Federico d'Aragona. Durante la disputa tra Venezia e gli Aragona, la prima conquistò i principali porti pugliesi tra cui Manfredonia, data in pegno da Ferdinando II d'Aragona.

### Età moderna

#### Resistenza all'attacco francese
Manfredonia ospitava Cesare e Guido Fieramosca quando il maresciallo francese Lautrec invase il Regno di Napoli.
Guido combatteva contro i Veneziani in Puglia. Manfredonia era difesa da Carlotto di Parma detto il Cavaliere, da Alessio Lascari, da Pier Luigi Farnese e dallo stesso Fieramosca. Tre città resistettero alla Francia: Manfredonia, Gaeta e Napoli. Lautrec, non riuscendo a conquistare Manfredonia, fece razzie nelle campagne circostanti, fino a quando una delle navi che appoggiavano le operazioni francesi venne colpita dai cannoni della Torre di San Francesco. Manfredonia nel 1528 resistette all'assedio francese e fu conservata all'imperatore Carlo V che, per alleviarla e ricompensarla della fedeltà, le riconfermò nel 1533 gli antichi privilegi ed esenzioni. Sotto il regno di Carlo V, la città godette un periodo di felice progresso e benessere.

#### Il "sacco" dei turchi
Pedro Téllez-Girón y Velasco fu deposto dal grado di Viceré di Napoli da Filippo III di Spagna. Costui incoraggiò gli Ottomani a venire nel Meridione promettendo loro l'appoggio del popolo napoletano e così il 16 agosto 1620, forti di 56 galee comandate da Damat Halil Pascià sbarcarono presso Manfredonia in località "Chiancamasitto".
Trovando impreparati i difensori riuscirono in poco tempo a conquistare le mura ed i bastioni, da questi aprirono il fuoco contro il castello. Le suore dei conventi con gli altri cittadini si rifugiarono nel castello e dopo aver resistito tre giorni, sfiniti dalla fame e senza alcuna speranza di soccorso, capitolarono il 18 agosto 1620. Durante l'assalto furono uccisi cinquecento manfredoniani e settecento ottomani. La città fu selvaggiamente saccheggiata e distrutta, non rimase molto della città medievale, che anni prima valorosamente resistette al Lautrec. Fu distrutta l'antica cattedrale gotica a tre navate e gli archivi più importanti furono danneggiati dalle fiamme.
Il bottino dei turchi fu di 36 cannoni di bronzo, tutte le campane delle chiese, una statua d'argento di san Lorenzo Maiorano, oro, argento, vestiti, libri, grano, cereali ecc. Furono distrutti molti documenti importanti, fu bruciato il corpo di san Lorenzo Maiorano (rimase solo il braccio destro). La chiesa di San Marco, nei pressi della antica cattedrale, rimase leggermente lesionata e quindi sostituì la chiesa madre fino alla costruzione del nuovo duomo, nel 1640.
Furono fatti diversi prigionieri, tra cui anche la giovine Giacoma Beccarino, una fanciulla aristocratica di notevole bellezza, portata in Turchia come dono al Sultano, il quale ne rimase affascinato. Divenne sua moglie con cui ebbe l'erede al trono (che morì in età giovane). La Beccarino visse da prigioniera ed inviò alle suore clarisse di Manfredonia, dove anni prima risiedeva, una lettera per avere notizie sui suoi genitori (morti durante il sacco) e due ritratti: il suo e quello della balia.

#### La lenta ricostruzione
Il sacco dei turchi danneggiò particolarmente la città, distruggendo edifici e beni importanti. L'arcivescovo sipontino Annibale, sceso dai monti del Gargano dove si era rifugiato, osservò che la valanga turca non aveva lasciato altro che rovine, desolazione, lutti e miserie. Questi, aiutato dal cardinale, viceré Borgia, ottenne franchigie per trent'anni per i dispersi manfredoniani. Nel 1624 fu riedificato il duomo e nel 1644 il nuovo seminario. Ma il terremoto del Gargano del 1646 causò nuovi danni alla cattedrale (specialmente al suo campanile), all'ospedale, nonché a vari palazzi e conventi.  Grande aiuto alla ricostruzione fu dato dall'arcivescovo cardinale Orsini (poi papa Benedetto XIII), che resse la diocesi sipontina dal 1675 al 1680.

#### Il Settecento
Nel 1737 Manfredonia aveva una popolazione di 536 abitanti e nel 1749 di 3238. Alla pubblica istruzione provvedeva un solo maestro, la cui remunerazione ammontava a 12 ducati annui nel 1754.
Nel 1783, per ordine dell'arcivescovo, con una spesa di 200 ducati, il cimitero ubicato nel centro della città, nei pressi della Cattedrale, venne trasferito nell'attuale posizione, nei pressi della chiesa di Santa Maria dell'Umiltà.
La prima mappa della città di Manfredonia si ebbe sotto il Sindaco Giacinto Cipriano il 22 aprile 1787. Furono stabiliti i confini del territorio che toccavano l'antica Salpi (ora nei pressi di Zapponeta) estendendosi nella Puglia fino a Borgo Mezzanone, a oltre 40 km dalla città, Ramatola con Santa Tecla, Farano, Ciminiera, Coppolachiatta, Colonnelle e sotto i monti del Gargano e verso Macchia (solo in tempi moderni frazione del comune di Monte Sant'Angelo).
Nel dicembre del 1798, per sfuggire sia alle minacce delle frange più esagitate dei giacobini partenopei (galvanizzati dall'avanzata napoleonica nel Regno di Napoli), che alle truppe francesi comandate dal generale Championnet (che probabilmente le avrebbe incarcerate), le principesse Adelaide e Vittoria di Borbone (figlie del re di Francia Luigi XV e zie del ghigliottinato Luigi XVI) abbandonarono la Reggia di Caserta (dove vivevano sotto la protezione dal re di Napoli, Ferdinando I, nel frattempo fuggito in Sicilia) e, dopo innumerevoli peripezie, raggiunsero Manfredonia, dove avrebbero dovuto imbarcarsi su una nave diretta a Trieste. Purtroppo, quando arrivarono il veliero era già salpato e le due principesse reali (insieme al seguito e a sette uomini di scorta), grazie all'interessamento dell'ambasciatore napoletano presso la corte austriaca, marchese De Gallo, trovarono una precaria sistemazione in un cadente fabbricato lungo il litorale di Manfredonia.

### Età contemporanea

#### L'Ottocento
Fu ultimata la strada Manfredonia-Foggia e avviata una comunicazione più comoda tra Manfredonia e Cerignola. Furono lastricate molte strade interne e fu aperta "alla ruota" la strada Manfredonia-Monte Sant'Angelo.
Solo dopo gli inizi del XIX secolo, migliorate le vie di comunicazione e il porto, si creò una situazione favorevole al commercio: la città cominciò di nuovo a espandersi. Testimonianza di questo sviluppo è il fatto che Manfredonia fu anche sede di un'importante magistratura speciale: il Tribunale del Consolato di Terra e di Mare, che trattava le vertenze inerenti al commercio marittimo ed estero, come risulta da uno studio di Carmine de Leo.
Il 14 luglio 1876 nacque la prima società operaia di mutuo soccorso delle classi meno agiate, basata su principi di solidarietà e fratellanza. Il primo a presiederla fu il dottor Giuseppe Grassi, poi sindaco dal 1883 al 1887 e dal 1915 al 1916. Grassi divenne anche consigliere provinciale e delle classi meno agiate della Camera di Commercio di Foggia. Nel 1927 fu Commissario prefettizio e Podestà.
Con i suoi 149 soci, la neocostituita società di mutuo soccorso elesse presidenti onorari Giuseppe Garibaldi, il principe ereditario e Giuseppe Andrea Angeloni. In seguito si costituì la società di mutuo soccorso  "Vittor Pisani", nata per la concessione di prestiti ai soci e per la fornitura di mezzi per la pesca. Nel 1898 nacque il "Circolo Unione".

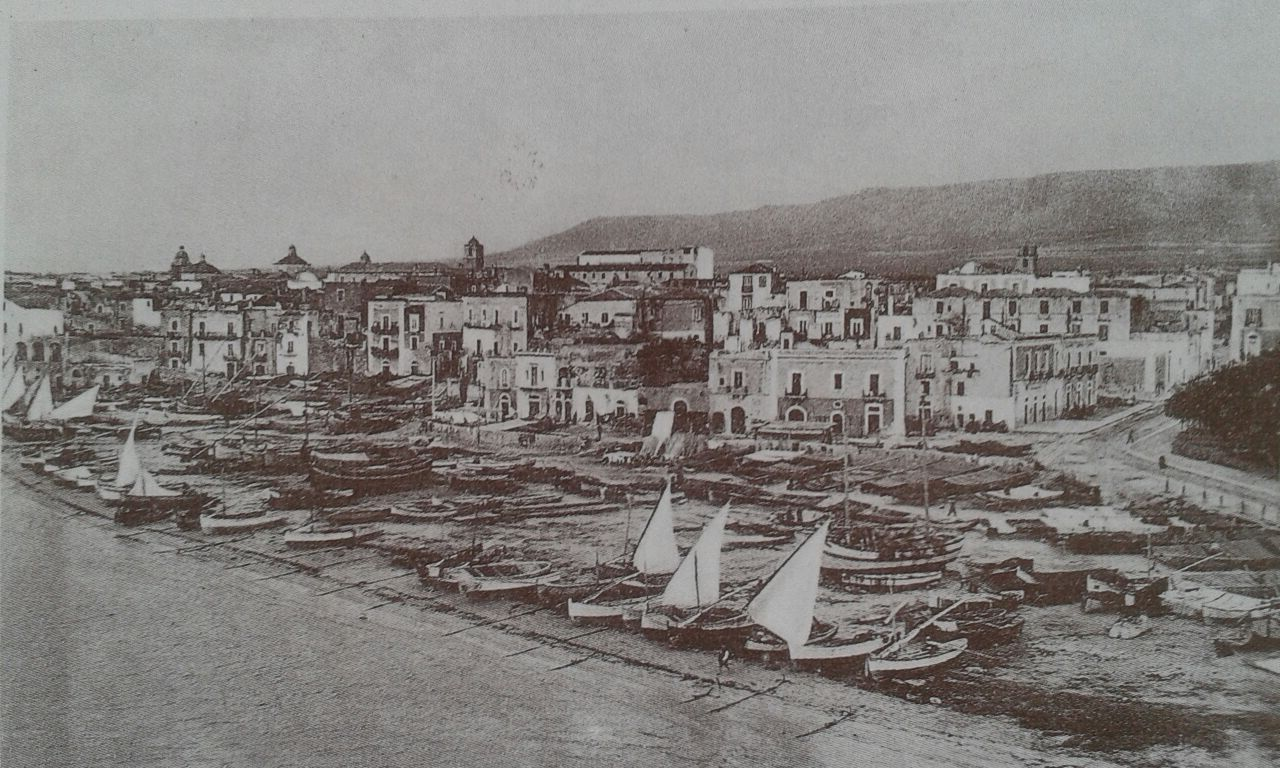
Manfredonia - Panorama - 1900

#### Il Novecento
Nei primi anni del 1900 a Manfredonia si costituiscono le prime società cooperative di operai lavoratori del settore edile, della pesca e dell'agricoltura. L'11 maggio del 1902 la lega dei contadini dichiara uno sciopero per rivendicare la preferenza di scelta dei lavoratori locali rispetto a quelli dei comuni limitrofi, paghe più elevate, orari di lavoro ridotti, diritto al riposo festivo e la sospensione dei lavori durante condizioni climatiche avverse. Dopo estenuanti trattative il 19 maggio si arriva ad un accordo che concede lievi miglioramenti, ma non decisivi. Lo sciopero del 1902 evidenzia come i braccianti agricoli di Manfredonia non sfuggivano al duro destino di quelli dell'intera Capitanata. L'assoluta chiusura dei proprietari agricoli dell'agro nel riconoscimento di diritti a una condizione di lavoro più dignitosa per i braccianti è evidente anche nel mancato riconoscimento del diritto "alla spigolatura", ossia la possibilità di raccogliere parte dei residui del raccolto rimasto nei campi.
A dimostrazione del clima di tensione oltre che per le condizioni di disagio vissute dalla cittadinanza anche per i dissidi tra forze laiche e progressiste e forze conservatrici e clericali, il 20 settembre del 1907 un gruppo di studenti (Angelo Donnamaria (futuro leader socialista), Matteo Carpano, Giuliano Castigliego e altri) di ispirazione radicale e socialista, fa affiggere sui muri della città un manifesto dal titolo: "20 settembre 1907 - Manifestazione anticlericale proletaria" al fine di rievocare la Breccia di Porta Pia. Il manifesto suscitò le ire del clero e dei ben pensanti, infatti il sindaco Capparelli ritirò loro l'autorizzazione a tenere una conferenza nel teatro "Eden". La mattina del 20 settembre con l'arrivo dei rinforzi della cavalleria dei carabinieri, il clero sfila in processione e da alcuni balconi vengono lanciati volantini contro i giovani anticlericali, inneggianti la Chiesa e il sindaco.
Fino al 1910 gli scioperi si susseguono sulla scia delle rivendicazioni scoppiate in tutta Italia e in particolar modo di quelle del 1908 che sconvolsero le campagne del settentrione.
Le condizioni di vita della maggior parte della popolazione erano al di sotto di ogni limite di dignità, come nella gran parte del Mezzogiorno. Infatti nel 1910 e nel 1911 si ebbero epidemie di colera. Nell'ottobre 1911 scoppiarono tumulti per la mancanza di provvedimenti da parte della amministrazione pubblica che sfociarono in un corteo di circa 2 000 donne preoccupate per le condizioni di salute e costrette a farsi affiancare dal clero per rivendicare azioni concrete da parte degli amministratori locali.
(Giuseppe Borgia, Epidemia colerica in Manfredonia dal 9 al 31 agosto 1910, Foggia Stab. Tip. Luigi Cappetta)

##### Prima guerra mondiale

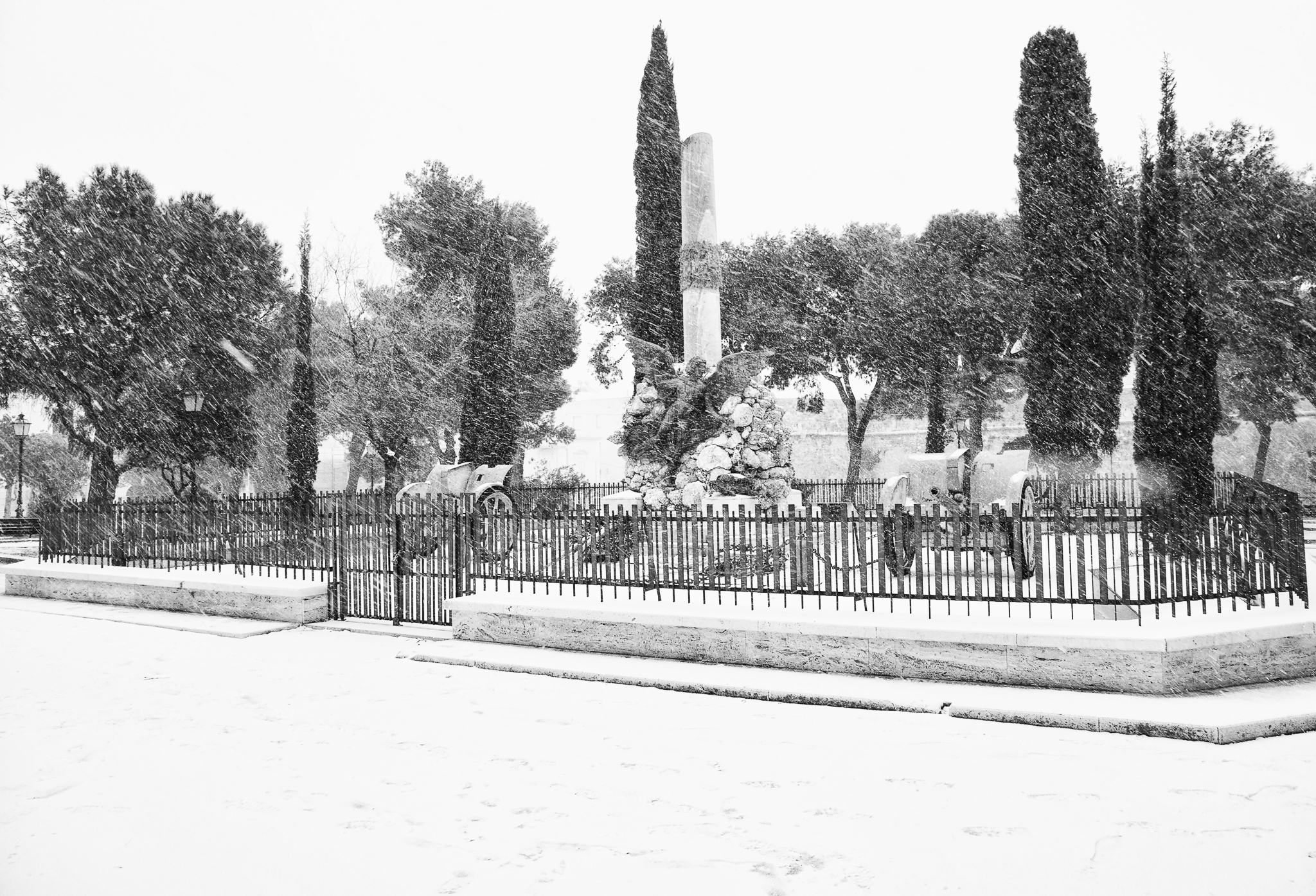
Parco delle Rimembranze innevato

All'alba del 24 maggio 1915, nel corso della prima guerra mondiale, Manfredonia fu la prima città d'Italia ad essere attaccata da navi austriache. Fu colpita la stazione ferroviaria con 100 bombe. Due lapidi poste una proprio nella stazione e un'altra all'inizio del corso ricordano l'evento.

##### Seconda guerra mondiale
Tra il giugno 1940 e il settembre 1943 Manfredonia fu sede di un campo di internamento, che fu allestito nei locali dell'ex macello comunale della città, in zona sud verso Siponto. 
Il mattino del 9 settembre del 1943 alcuni militari tedeschi, già dislocati in vari punti dell'agro di Manfredonia, occuparono una postazione della difesa costiera italiana in località Sciali. Nel pomeriggio i militari tedeschi entrarono in città e sequestrarono una corriera. Alcuni cittadini si ribellarono e rincorsero i militari, lanciando sassi. Mentre il mezzo percorreva corso Roma, i tedeschi all'interno sparavano all'impazzata colpi di fucile, uccidendo un bambino di 4 anni. In piazza Marconi, il marinaio di servizio Nicola Latorre sparò contro il mezzo, uccidendo un soldato tedesco. Venti cittadini furono catturati per essere uccisi per rappresaglia, ma vennero salvati dall'intervento dell'arcivescovo Andrea Cesarano. Per questo motivo, l'arcivescovo di Manfredonia fu insignito della medaglia d'argento al valore civile.

##### Il dopoguerra e la ricostruzione
A partire dagli anni del secondo dopoguerra la città ha avuto un graduale processo di espansione urbanistica, economica e demografica, giungendo a superare la soglia dei 60 000 abitanti grazie al trasferimento in loco di molti cittadini dei comuni limitrofi.

#### XXI secolo
Nel 2001 l'onorevole Antonio Leone, allora deputato di Forza Italia, attraverso la proposta di legge N. 7650 (XIII legislatura) propose Manfredonia come capoluogo di una nuova provincia.
Il 13 novembre 2016 i cittadini di Manfredonia, per mezzo di un referendum comunale (consultivo), sono stati chiamati ad esprimere il proprio parere circa l'installazione di un megadeposito da 60 000 metri cubi, per lo stoccaggio di Gpl. Con un'affluenza del 52,5% degli aventi diritto, la cittadinanza ha manifestato il proprio parere negativo con il 96,02%.
Il 15 ottobre 2019 il Consiglio dei Ministri sciolse il comune di Manfredonia per infiltrazioni mafiose.

### Simboli
Lo stemma tradizionale, approvato con decreto del presidente della Repubblica dell'8 maggio 1996, riporta la scritta S. P. Q. S. (Senatus Populusque Sipontinus), sormontata da una corona. Raffigura l'arcivescovo di Siponto san Lorenzo Maiorano, su un cavallo bianco, mentre attraversa un ponte, sotto il quale si trova un drago.
Secondo una leggenda, nel 552 ci fu un incontro tra Totila e san Lorenzo Maiorano; il re goto gli mandò un cavallo selvaggio che non obbediva a nessuno, ma inspiegabilmente Lorenzo lo domò e ottenne che Siponto venisse risparmiata dalla distruzione.
Il gonfalone, di colore azzurro, riporta nel centro la scritta Città di Manfredonia e lo stemma comunale.
Un simbolo molto in uso a Manfredonia è il delfino, a rappresentare l'antica, e in forma molto mitigata, attuale presenza di gruppi di cetacei nelle acque del Golfo di Manfredonia. Un esemplare di questa specie, che come da caratteristica comune, si dimostrò molto socievole, avvicinandosi molto alla costa, venne per diverso tempo protetto e tutelato; fu denominato Filippo.
Da diversi anni è in uso il simbolo della tartaruga marina, specie protetta e tutelata, che sta popolando sempre di più il mare prospiciente la città.
Ci sono poi simboli ricorrenti che si ispirano alle incisioni delle antiche stele daunie, manufatti lapidei dell'antica civiltà Daunia, attualmente conservati presso il museo archeologico nazionale, nei locali del castello svevo-angioino-aragonese.

## Monumenti e luoghi d'interesse
(Keppel Craven 1779 – 1851)
(Gregorovius - 1874)

### Architetture religiose

#### Cattedrale di San Lorenzo Maiorano

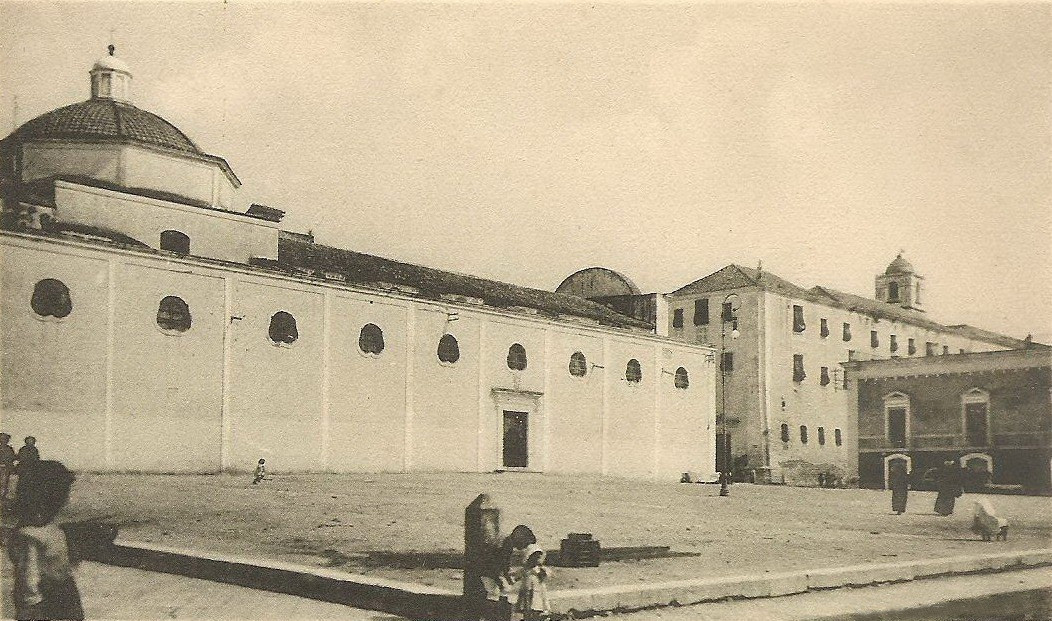
Cattedrale di Manfredonia (lato piazza del Duomo, primi del '900)

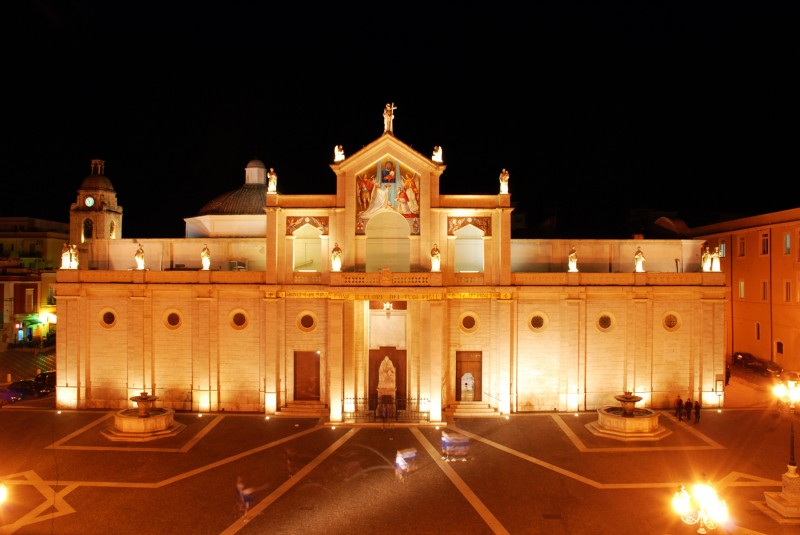
Facciata laterale della Cattedrale di Manfredonia realizzata nella seconda metà del '900

Intitolata a san Lorenzo Maiorano patrono della città, che fu vescovo di Siponto tra la fine del V secolo e la metà del VI, venne costruita tra il 1270 e il 1274, ma solo nel 1324 vi si trasferì il capitolo diocesano. Nella sua prima versione la cattedrale è in stile gotico, a tre navate. Sono visibili ancora le fondamenta dell'antica struttura. Nel 1620 fu distrutta dagli ottomani. L'edificio attuale risale all'episcopato di Antonio Marullo (1643-1648). Vi si conservano le reliquie del patrono della città e alcune opere d'arte traslate nel XX secolo dalle altre chiese del territorio, tra le quali l'antica icona della Madonna di Siponto, la statua in legno policromo di fattura bizantina detta Madonna dagli occhi sbarrati o La Sipontina e un possente crocifisso ligneo duecentesco.

#### Chiesa di san Francesco
Una della chiese più antiche della città è quella dedicata al santo Francesco. È stata costruita per volere dell’arcivescovo Pietro II nel 1348 che introdusse in città l’ordine dei frati minori conventuali. Come molte altre strutture cittadine, durante il sacco dei turchi nel 1620 fu rasa al suolo. La sua ricostruzione avvenne nel 1676 con la relativa consacrazione ad opera dell'arcivescovo Orsini. Il rifacimento esterno della chiesa è in stile romanico, l'interno è gotico. Vi si conservano un crocifisso ligneo del Seicento, una pittura del XVII secolo (la Natività), degli artisti Bernardo e Giulio Licinio, un'epigrafe dell'arcivescovo Orsini e altre antiche lapidi. Si conserva, inoltre, una tela raffigurante il servo di Dio, Francesco Antonio Boccoli, morto nel 1767 e figlio di un console sipontino in Ragusa.

#### Cappella della Maddalena
È inserita nel complesso architettonico della chiesa domenicana dedicata originariamente a Maria Maddalena, voluta da Carlo d’Angiò. La costruzione della chiesa fu iniziata nel 1294, in seguito alla donazione del sovrano angioino fatta ai frati domenicani di un sito sul tratto costiero delle mura. L'opera fu finanziata con un fiorino a settimana. L'originaria struttura è andata distrutta in seguito all'assalto dei turchi avvenuto nel 1620, ma la cappella, forse per un caso fortuito, fu preservata dalla distruzione rimanendo occultata per secoli. Il 15 novembre del 1895, durante ordinari lavori di sistemazione, venne alla luce la cappella con i suoi affreschi raffiguranti san Nicola, san Domenico, l'albero di Jesse con la stirpe di David, la Maddalena nell'atto della deposizione di Cristo.

#### Basilica di Santa Maria Maggiore di Siponto

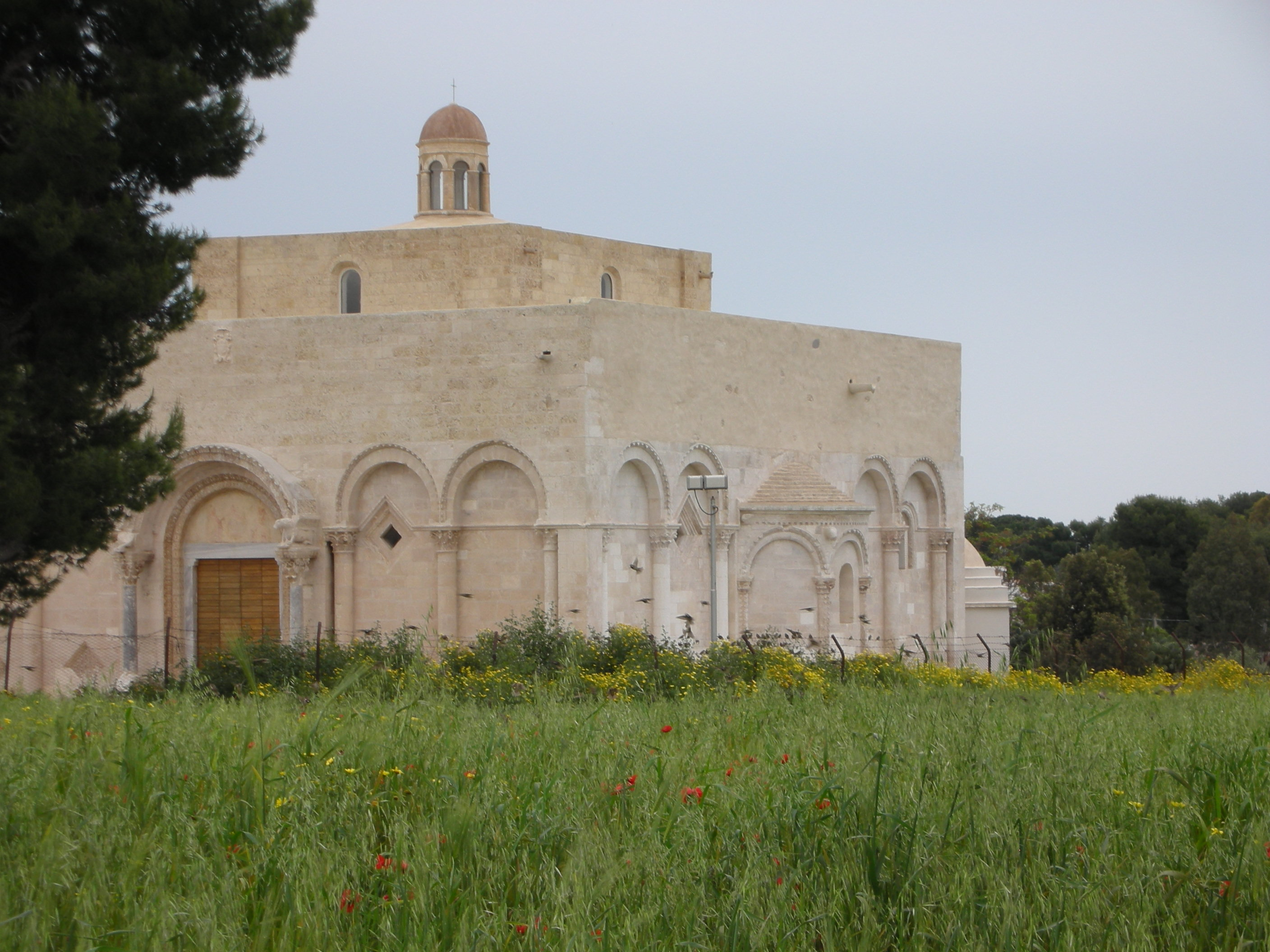
Basilica santa Maria maggiore in Siponto - Manfredonia

Sorta nei pressi di una preesistente chiesa paleocristiana (a sua volta rimaneggiamento di un tempio classico pagano), la chiesa è attestata dal 1117 assolvendo funzioni di cattedrale di Siponto sino al 1323. Si presenta come un edificio in stile romanico pugliese a pianta quadrata, edificato su una cripta della quale riproduce la struttura. Per motivi di sicurezza i principali arredi sacri fra cui l'icona della Madonna di Siponto e la statua della Madonna nera dagli occhi sbarrati sono oggi custoditi nella cattedrale cittadina. Nel 1977 è stata eretta a basilica minore.

#### La ricostruzione dell'antica basilica paleocristiana di Siponto

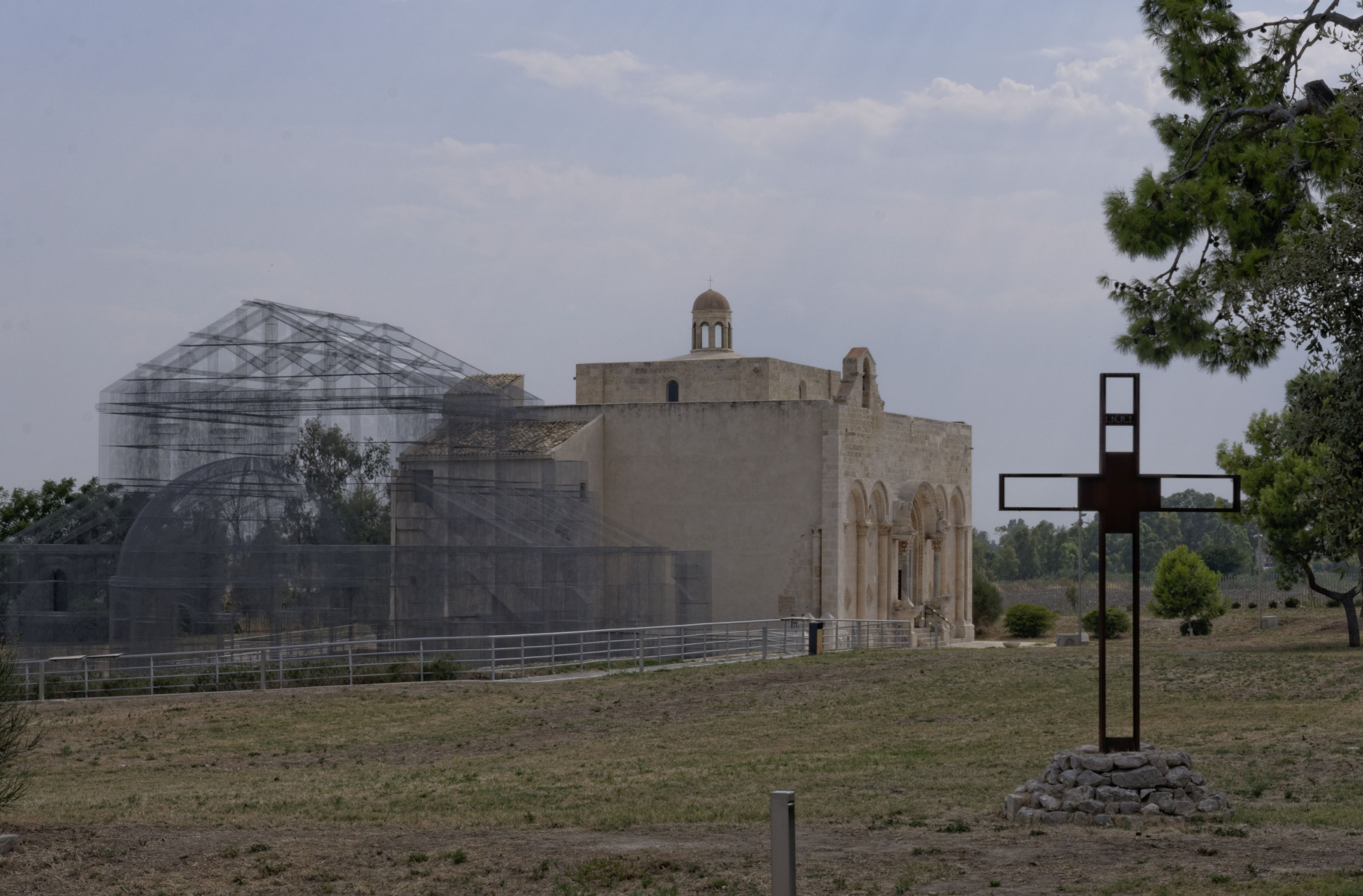
Ricostruzione della chiesa paleocristiana con accanto la basilica

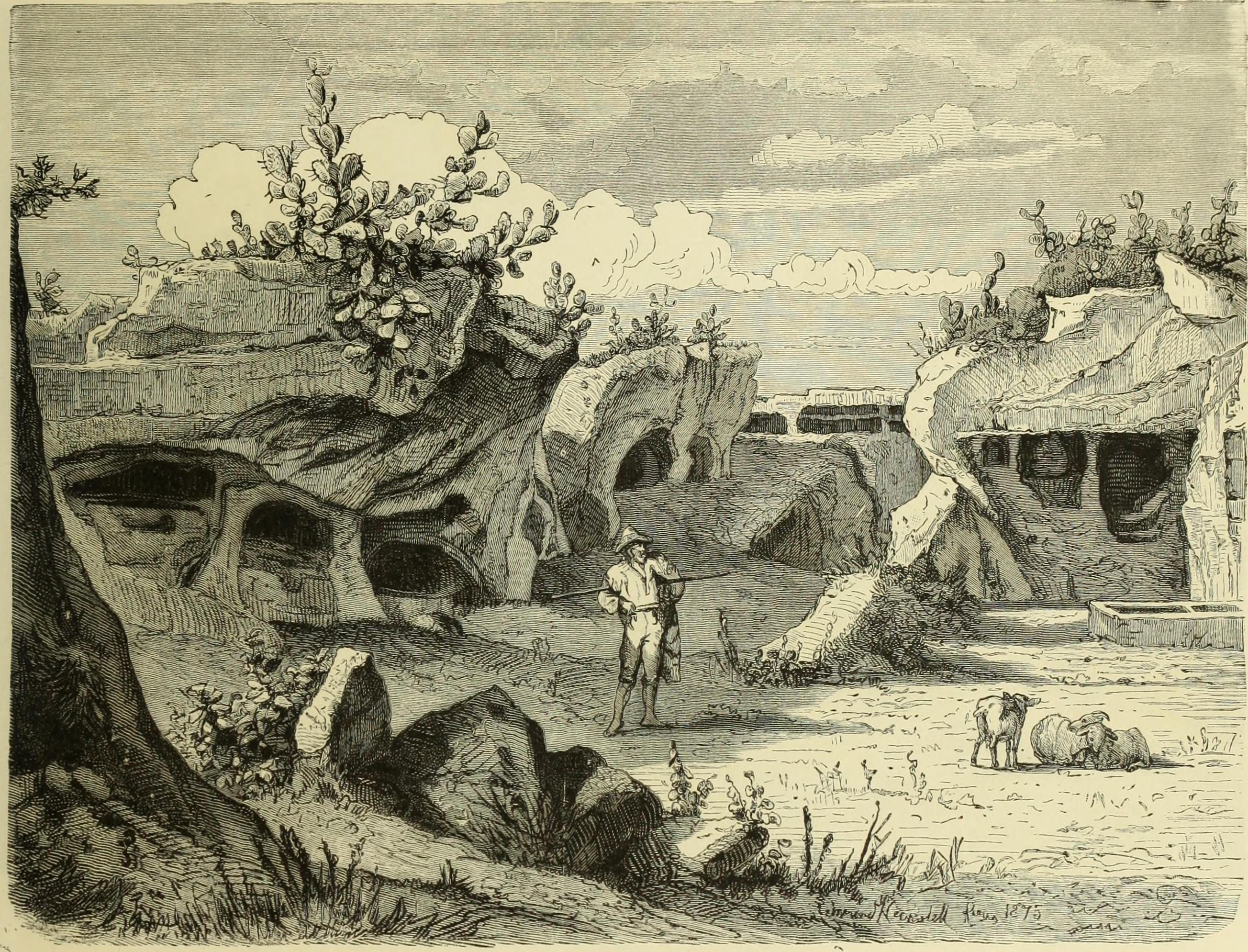
Ipogei Capparelli, Siponto (Manfredonia)

Alcune ipotesi fanno risalire al vescovo Felice I l'originaria edificazione della basilica (IV - VI secolo), che sorse su un sito precedentemente occupato da un edificio pubblico di età augustea; altre fonti fanno risalire allo stesso Vescovo Lorenzo Maiorano, santo e protettore della città di Manfredonia, l'edificazione o l'ampliamento della basilica stessa. Dai resti, ora sovrastati dalla struttura metallica che virtualmente ricostruisce l'antica struttura, si comprende che l'edificio, a forma classica di croce latina, è a tre navate; la pavimentazione presenta mosaici policromi, oggetto di un recente restauro, che ha contemplato anche la scelta di una loro traslazione all'interno della basilica medievale di Santa Maria Maggiore. Al periodo paleocristiano sono riferibili anche gli ipogei Capparelli, situati a poca distanza dall'attuale basilica.
L'occasione per realizzare questa ricostruzione artistica è stata offerta dal progetto di restauro e di riqualificazione del sito archeologico di Siponto, gestito dal Segretariato Regionale MiBAC per la Puglia e dalla Soprintendenza Archeologica della Puglia e finanziato con fondi strutturali del Programma Operativo Interregionale "Attrattori culturali, naturali e turismo 2007-2013", ammontanti a 3,5 milioni di euro, di cui ben 900 000 sono stati destinati alla realizzazione dell'opera di Tresoldi.
Nel gennaio del 2017 l'intervento di riqualificazione del sito archeologico di Siponto, con la ricostruzione artistica della basilica paleocristiana e il restauro della basilica di Santa Maria di Siponto, ha vinto il premio Riccardo Francovich della Società degli Archeologi Medievisti Italiani.
Adiacente la basilica è visibile e ben conservato il Sepolcreto di S. Maria Regina

#### Abbazia di San Leonardo in Lama Volara

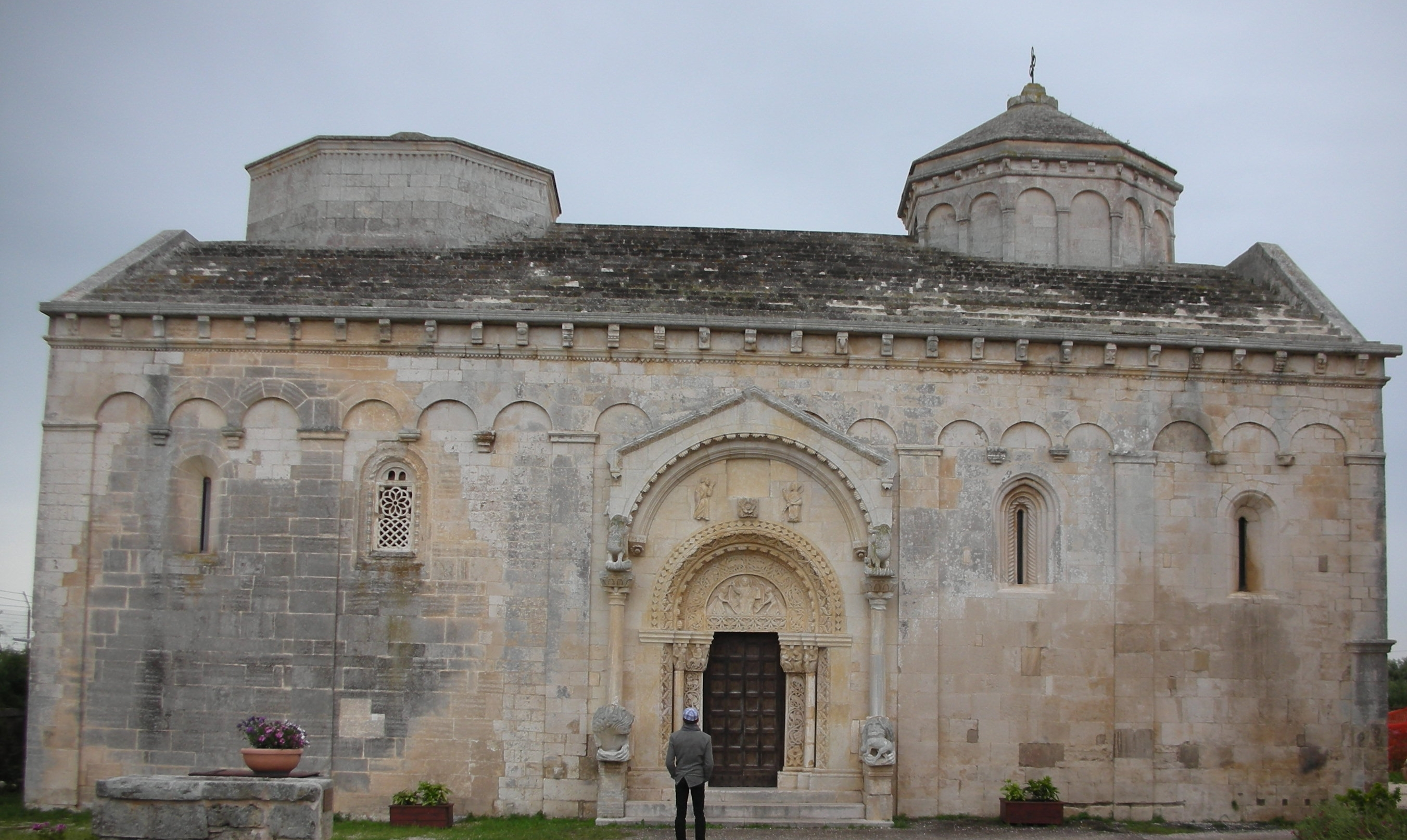
Abbazia di San Leonardo

Fondata nel XII secolo, in Lama Volara, a 10 km da Manfredonia, si compone di una chiesa dell'XI secolo in stile romanico pugliese con influssi bizantini, e dei resti abbaziali e dell'ospedale, che per secoli ha assolto il ruolo di luogo di sosta per i pellegrini che percorrevano la via Sacra Longobardorum verso il santuario di San Michele Arcangelo, sulle pendici del Gargano.
Sia il portale sia l'esterno conservano una serie di sculture e bassorilievi che raffigurano episodi biblici ed elementi significativi della mistica medievale.

#### Chiesa di San Domenico
La costruzione della cappella, di fatto un'abside, dedicata a Santa Maria Maddalena, contigua della chiesa di San Domenico e del convento dei frati predicatori fu disposta da Carlo II d'Angiò nel 1294. Dopo la devastazione del 1620 ad opera dei turchi, il complesso fu riedificato poco dopo sulla vecchia costruzione. Il nuovo progetto settecentesco ridusse la chiesa a una sola navata, come appare oggi. Le pareti laterali della navata sono popolate da sei altari in stile barocco, anche se all'interno della chiesa sono numerosi i richiami allo stile romanico; la facciata in stile gotico è stata restaurata ed il suo rosone ripristinato nel 1960; la vecchia cappella conserva quattro preziosi affreschi parietali del Trecento.

#### Convento di Santa Maria della Vittoria
Edificato nel 1571 e distrutto dai turchi nel 1620, venne ricostruito nel 1662. Nell'intitolazione ricorda la vittoria navale dei cristiani sugli ottomani nella battaglia di Lepanto combattuta nello stesso anno della fondazione. Qui nel 1575 si convertì san Camillo de Lellis, che visse durante il noviziato. Nel 1811 il convento fu chiuso definitivamente e inglobato nell'attuale cimitero con l'annessa chiesa. Tra gli ambienti superstiti, quello di maggior richiamo è il chiostro.

#### Chiesa della Sacra Famiglia

Chiesa della Sacra Famiglia

Sorta nel 1982 nel popoloso quartiere "Stazione Campagna", è caratterizzata dai mosaici di Ambrogio Zamparo, raffiguranti la Natività, la Trinità, il Cristo, la Nuova Gerusalemme, il Battesimo di Gesù e alcune scene evangeliche. L'icona lignea del crocifisso, la scultura lignea della Vergine con il bambino e della Sacra Famiglia sono opere di Matteo Mangano.

#### Abbazia di Santa Maria di Pulsano
Edificata nella diocesi di Siponto, nel 591, sui resti di un antico tempio oracolare pagano dedicato a Calcante, fu affidata ai monaci dell'ordine di Sant'Equizio abate. L'abbazia è circondata da vari eremi i quali venivano utilizzati come abitazione. Spesso per accedere a questi gli eremiti erano costretti ad utilizzare corde o scale. l'Abbazia si trova nel territorio del piccolo comune limitrofo Monte Sant'Angelo.

### Architetture militari

#### Castello di Manfredonia (Svevo-Angioino-Aragonese)

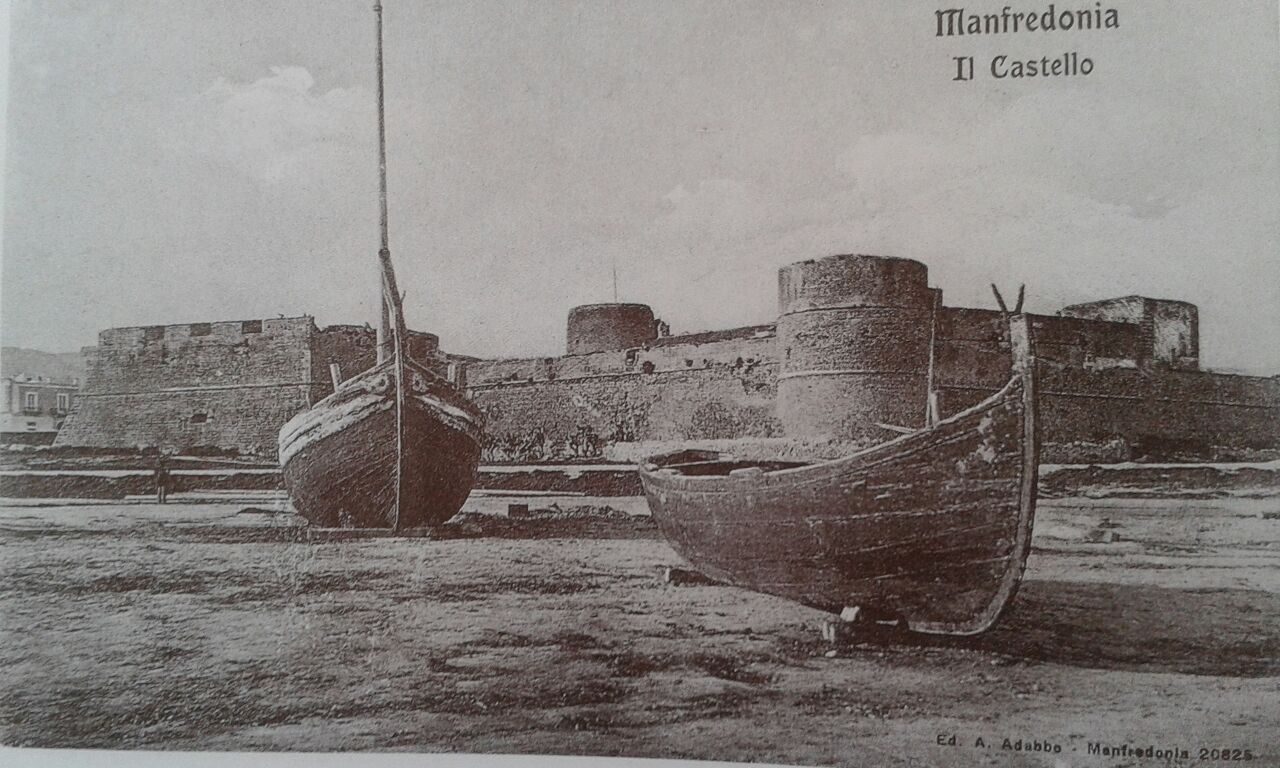
Panorama castello Manfredonia 1900

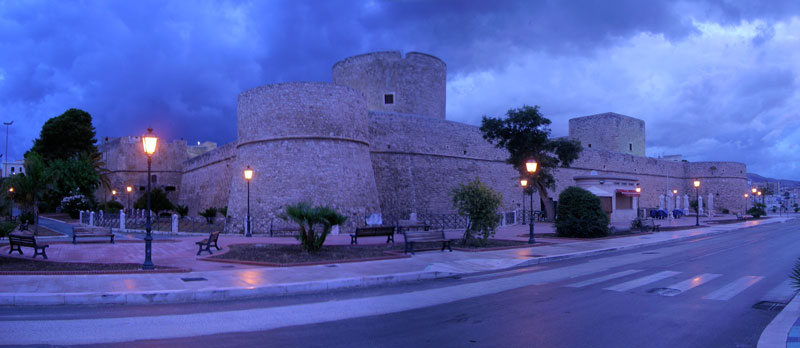
Veduta del castello svevo-angioino-aragonese di Manfredonia

Voluto da Manfredi di Sicilia all'atto di fondazione della città, il castello è frutto di diverse trasformazioni, ampliamenti e rifacimenti avvenuti durante le diverse epoche. Stabilire con certezza la genesi costruttiva del castello di Manfredonia è ad oggi assai difficile. L'impianto del nucleo interno del castello sembra ritenersi opera sveva per via della chiara e lineare disposizione delle strutture. Alcuni studiosi però fanno notare che a livello documentale, in particolare, della cancelleria angioina, non c'è traccia della preesistenza di strutture all'atto dell'inizio dei lavori del castello. Quest'ultima ipotesi è supportata dal fatto che l'apporto innovativo degli architetti francesi e provenzali, in particolar modo in Puglia, non si discosta molto dall'opera delle corrispettive maestranze pugliesi che progettavano e costruivano secondo i canoni svevi. In ogni caso alcuni particolari costruttivi lasciano ipotizzare stili e strutture sveve autonome e preesistenti, infatti è anche possibile che Carlo I d'Angiò riutilizzò alcune strutture in elevazione fatte costruire dallo stesso principe svevo, Manfredi.
Il primo documento angioino in cui si parla del castello di Manfredonia è dell'aprile del 1279; nello stesso si legge che il re Carlo I, su proposta dell'ingegnere Joanne de Tullio (Jean de Toul - Johannes de Tulio), invita il giustiziere della Terra di Bari a reclutare la manodopera. Nel mese di febbraio del 1280 i primi muri iniziano ad essere elevati; nel 1282 le opere muraie sembrano essere terminate. Il castello era circoscritto da mura e fornito di cinque torri quadrate, quattro delle quali dispose agli spigoli delle cortine murarie. L'ultima ancora esistente nel suo impianto originario è quella ad est denominata appunto "Torre quadrata". Per la quinta torre è stata ipotizzata la sua collocazione nei pressi della porta principale esterna a nord-est. Gli ingegneri, gli architetti e i magistri che hanno lavorato al castello di Manfredonia, tra gli altri, risultano essere Jean de Toul, Pierre d'Angicourt, mag. Raynaldus Gallicus.
In epoca aragonese si assisté a un processo di radicale trasformazione del complesso, nell'ambito di un complessivo progetto di fortificazione delle strutture difensive delle più importanti città costiere. Fu infatti disposta la costruzione di una nuova cortina muraria inglobante la struttura primitiva e dotata di una leggera inclinazione a scarpata tale da renderle più rispondenti alle esigenze dell'arte difensiva conseguenti all'uso dell'artiglieria militare. Agli angoli vengono costruiti quattro torrioni cilindrici più bassi di quelli interni. Dopo l'attacco nel 1528 del maresciallo francese Lautrec il torrione di nord-ovest venne modificato a bastione inglobando la precedente struttura a forma cilindrica. Anche le altre tre torri erano interessate al progetto di fortificazione ma questo non fu mai portato a termine. Nel 1620 il castello dovette capitolare all'attacco dei turchi a causa della esiguità dei pezzi di artiglieria e perché privo di parapetti protettivi sufficientemente alti a garantire l'incolumità dei difensori.
Nel corso del XVIII secolo la struttura venne usata come caserma ed il grande bastione a prigione. Durante il regno dei Borboni e in epoca successiva fino al 1884 il castello viene tenuto in efficienza in quanto Manfredonia viene qualificata come "piazza forte". Dal 1888 fino al 1901, anno in cui l'edificio fu acquistato dal comune di Manfredonia, appartenne all'orfanotrofio militare di Napoli.
Nel 1968, con D.P.R. del 21 giugno n. 952, il castello viene donato dal comune allo Stato con l'impegno, da parte di quest'ultimo, di istituire al suo interno un museo per conservare i reperti provenienti dal territorio circostante. L'attuale museo archeologico che custodisce stele daunie databili all'VIII-VI secolo a.C.
Rifugi antiaerei
Costruiti nel 1943 e utilizzati durante la seconda guerra mondiale 

### Architetture civili

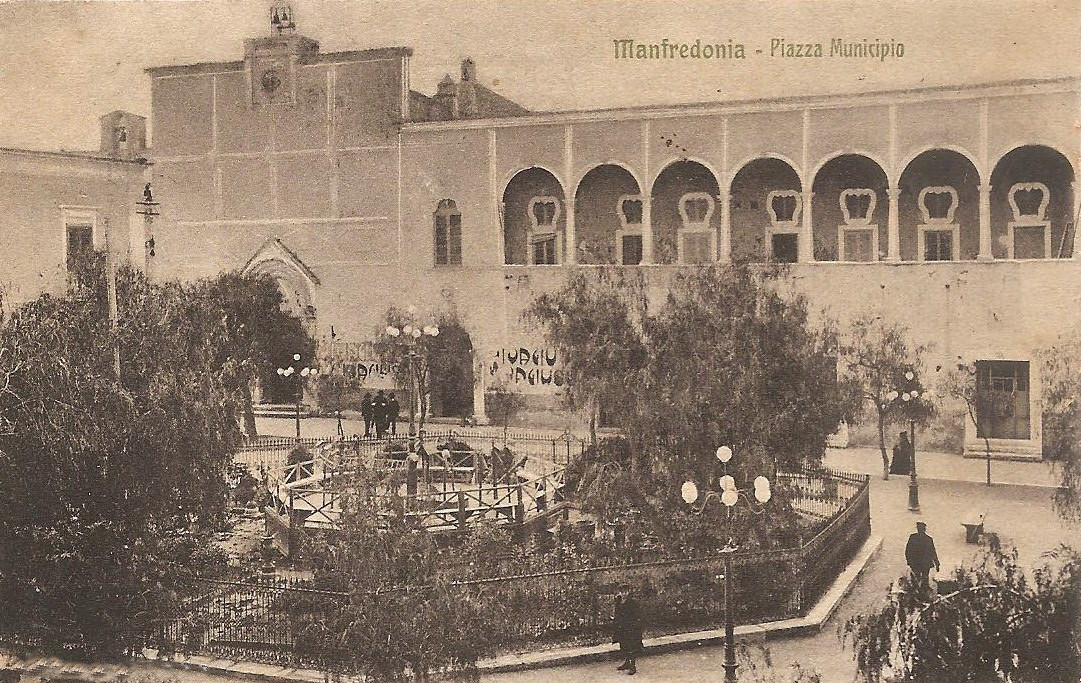
Palazzo san Domenico nei primi del '900

#### Palazzi storici
- Palazzo San Domenico, sito in piazza del Popolo, è sede del municipio. Caratterizzato da un colonnato e loggetta, fu convento dei padri domenicani, che alla fine del XIII secolo fino all'epoca napoleonica l'abitarono officiando nella Chiesa attigua (chiesa di San Domenico).
- Palazzo Mettola, fu della famiglia De Florio, della quale si ricorda suor Antonia, che nel 1592 tramutava la sua abitazione nel monastero delle clarisse.
- Palazzo De Nicastro, in stile tardo barocco, sorge in via Tribuna. In questo palazzo ebbe i suoi natali il musicista e storico Michele Bellucci (1849-1944).
- Palazzo Delli Guanti, in stile tardo barocco. Questo palazzo fu abitato nel 1432 dai cavalieri teutonici di san Leonardo. È caratterizzata nella parte centrale da un loggiato con volte a crociera in colonnine che sovrastano il portale d'ingresso ad archivolto. All'interno vi è un cortile con scale di accesso al loggiato, dov'è custodito un crocifisso ligneo del XVIII secolo. Dopo un salto di oltre tre secoli pervenne alla famiglia del marchese Delli Guanti.
- Palazzo dei Celestini, dal 1350 monastero dei celestini fu mutato in abbazia nel 1657. Nel XVIII secolo fu demolito e ricostruito secondo i dettami del barocco. Nel 1813 fu concesso al comune da Gioacchino Murat per uso di casa comunale. Dopo recenti lavori di restauro è attualmente sede delle civiche biblioteche unificate e dell'auditorium comunale.
- Palazzo De Florio, casa patrizia in stile barocco, fu fatta costruire da ricchi mercanti sipontini in contatto con Lorenzo il Magnifico e con i mercanti europei del Rinascimento. Il loggiato, di epoca posteriore al palazzo di pura linea classica, è costituito da una serie di archi a tutto sesto insistenti su pilastri a sezione rettangolare con semplici cornici all'imposta. Il tutto è coperto da una serie di volte a crociera.
- Palazzo delli Santi, risalente al XVIII secolo. Questo palazzo è caratterizzato da un portale in pietra finemente lavorato in forma rococò e dalla balaustra continua che sormonta il muro perimetrale del primo piano con soluzione di balconata d'angolo. Ospitò Ferdinando II, re di Sicilia nel 1859.

### Monumenti

#### Le Fontane di Tommaso Piscitelli
Fontana commissionata nel 1932 dal sindaco (poi podestà) Pietro Simone all'artista pugliese, di Giovinazzo, Tommaso Piscitelli. Il progetto nasce in un contesto di rivalutazione urbana, voluto dallo stesso sindaco, che interessò la costruzione del Lungomare Diomede, oggi N. Sauro, il viale della Stazione, poi viale Sipontino, oggi viale Giuseppe Di Vittorio, con la relativa piantumazione di alberi ai lati della strada; la pavimentazione di molte strade, l'installazione di molte fontane per l'erogazione di acqua potabile gratuita; l’apposizione delle lapidi che ricordano i caduti della prima guerra mondiale, con il relativo monumento presente nel parco delle Rimembranze (cosiddetto villa comunale) nei pressi del castello svevo-angioino-aragonese. Altri interventi si realizzarono con il restauro del palazzo comunale (san Domenico), il seminario adibito poi a preventorio, il monastero di Santa Benedetto e quello di Santa Chiara; la piazza del Duomo e il castello stesso furono sottoposti a rifacimento. Il progetto della fontana Piscitelli, ora ubicata in piazza Falcone-Borsellino, è stato redatto dall'ing. Pagano con una previsione di spesa di L. 192 000, compresa la sistemazione della piazza. Per il reperimento della somma si contrasse un mutuo presso la Cassa Depositi e Prestiti.
La sua collocazione e inaugurazione avvenne il 10 maggio del 1935. È un complesso monumentale bronzeo raffigurante un gigante, simbolo del Gargano, che regge una coppa, emblema dell'abbondanza, attorno alla quale sono disposte tre giovani donne che rappresentano le prevalenti attività economiche locali: l'agricoltura, la pesca e l'allevamento. All'apice della coppa sono posti tre putti che originariamente reggevano il fascio littorio, simbolo della patria, durante il regime fascista.
Attualmente è ubicata in piazza Falcone Borsellino, nei pressi del porto turistico. Collocata nel 1935 in piazza del Duomo, venne rimossa nel 1967.
Nel 1992 viene restaurata dall'artista locale Franco Tretola, e successivamente collocata nel 2004 nei pressi della chiesa di s. Andrea Apostolo sul lungomare del Sole. La fontana ha subito, prima del riposizionamento, una modifica significativa durante il suo restauro, che ha suscitato diverse critiche: in luogo del fascio littorio, posizionato originariamente all'apice del complesso scultoreo, il restauratore locale ha posto un guscio di murice. Il significato di questa modifica "invasiva" è ad oggi sconosciuto e criticato per diverse ragioni estetiche.
Dello stesso Piscitelli, è presente un complesso scultoreo chiamato "Monumento al Pescatore" (impropriamente chiamato "del Nettuno"), voluto sempre dal sindaco Pietro Simone, collocato ancora oggi nella sua posizione originaria, ossia piazza Marconi, dove un tempo era presente la "stazione città", ultima fermata della linea Foggia-Manfredonia. Identica copia è stata collocata, nel 1925, in una piazza di Torre a Mare.

#### Monumento equestre al fondatore, re Manfredi di Svevia
Nel 2015, il giorno 24 maggio, è stato installato un monumento equestre a re Manfredi di Svevia, fondatore della città, al centro del piazzale Silvio Ferri e dietro alla fontana intitolata ad Antonello Rosa, figlio primogenito di Francesco Trimboli, mecenate benefattore della città. Il tutto è situato nei pressi del castello svevo-angioino-aragonese, sul lungomare. L'autore è lo scultore Salvatore Lovaglio. L'intervento è stato finanziato con deliberazione della Giunta Comunale.
Incontro Al Vertice
“Gipfeltreffen” (in italiano "Incontro al vertice") realizzata da Florian Lettl, è un'opera che è stata realizzata nel 2004 in alluminio fuso, ha un peso tra i 600 e i 700 chili, è alta 265 cm, larga 330 cm, profonda 90 cm ed è stata eseguita riproducendo il quadro omonimo realizzato da Wolfgang Lettl nel 1991.Questo monumento è posizionato al centro della Rotonda del Lungomare Viale Miramare.
Parco della Rimembranza
parco commemorativo ai caduti della prima guerra mondiale

### Siti archeologici

#### Parco archeologico delle Basiliche di Siponto
Area archeologica che testimonia l'importanza raggiunta dall'antica Siponto in epoca romana, quando assunse il ruolo di uno dei principali porti della Regio II. I resti della basilica paleocristiana a tre navate con abside centrale e pavimento a mosaico, ricordano che fu sede di una delle più importanti diocesi della regione. I pavimenti musivi relativi alla fase di edificazione della basilica (IV secolo d.C.) e alla sua ristrutturazione, avvenuta nel secolo successivo, sono visibili all'interno della chiesa medievale di santa Maria Maggiore.
La chiesa fu edificata tra la fine dell'XI e gli inizi del XII secolo. Ha la forma di un cubo sormontato al centro da una piccola cupola e una cripta con ingresso dall'esterno. Tra la fine dell'XII e gli inizi del XIII secolo fu sottoposta a numerosi interventi di rifacimento. Per la costruzione e la decorazione architettonica furono reimpiegati materiali della più antica Siponto (colonne, capitelli). Il portale con archivolto è sostenuto da due colonne poggianti sul dorso di un leone.
Gli scavi in corso interessano l'età medioevale della città, prima del suo abbandono avvenuto nel corso del XIII secolo.

#### Coppa Nevigata
Coppa Nevigata è un sito risalente all'epoca del 1700 a.C. Fortificazione complessa con stretti passaggi, porte e torri. Sono evidenti tracce di assalti. All'interno dell'insediamento si ritrovano diverse ossa in contesti che ricordano rituali. Nell'VIII secolo a.C. l'insediamento è stato trasformato, riempiendo l'ultimo metro di pietre e sfondando la parete esterna; questo sistema di fortificazione non è stato ancora individuato in nessuna parte dell'Italia, ma solamente in altre zone del resto dell'Europa. Il sistema si basa sul cavallo di Frisia. Nel sito si ritrova ceramica micenea, importata dall'Egeo che poi veniva riprodotta anche in loco. In questa struttura c'è la prima documentazione di murici frantumati che probabilmente servivano per estrarre la porpora.

#### Grotte Scaloria - Occhiopinto

Grotta Scaloria nel 1967

Scoperta occasionalmente nel 1931, venne esaminatà più compiutamente nel 1967 evidenziando una cavità più profonda con uno scenario che rimanda ad un utilizzo legato al culto di divinità associate all'acqua. Contenitori di ceramica dipinta sono stati rinvenuti collocati su tronconi di stalagmiti e con all'interno stalattiti concrezionate per lo stillicidio delle acque ricadenti dalla volta. Il culto, praticato attorno alla metà del IV millennio a.C., prevedeva anche la raccolta delle acque in una vaschetta rettangolare tagliata nella roccia. Contestualmente alla frequentazione dell'area bassa della grotta per scopi cultuali, la parte alta risulta utilizzata come necropoli, come attestano i numerosi rinvenimenti di ossa e due sepolture, a fossa semplice con scheletro in posizione contratta e collettiva, con resti di individui di diverse età e sesso, morti probabilmente di malaria. Ad oggi le grotte non sono visitabili dal pubblico per via della particolare difficoltà e pericolosità delle attuali vie d'accesso.

### Aree naturali

#### Lago Salso
Il lago Salso è una zona umida costituita da circa 550 ettari di canneto, dal 1992 parte del parco nazionale del Gargano. L'area, estesa originariamente circa 4 000 ettari, è stata oggetto di pesanti interventi di bonifica iniziati nell'Ottocento e proseguiti soprattutto a partire dagli anni trenta. Oggi è alimentata dal canale Roncone, alimentato dalle acque del torrente Cervaro. Con l'istituzione del parco nazionale, l'attività venatoria è stata vietata e l'area è interessata da opere di rivalutazione naturalistica e agricola. Notevole per quantità e varietà è la presenza di uccelli migratori.

#### Oasi Laguna del Re
Anch'essa facente parte del parco nazionale del Gargano, è un'oasi situata presso la foce del torrente Candelaro. Si tratta di una palude costiera collegata al mare Adriatico che nel suo nome ricorda il forte legame con re Manfredi.

#### Bosco Quarto
Zona di grande interesse naturalistico, ricca di flora e fauna, è ricompresa, come altre zone del territorio sipontino, nel Parco Nazionale del Gargano. Confina a Nord con il territorio del comune di Cagnano, con l'Inversa della Bufalara e con il territorio di Carpino; a Est con il Bosco di Spigno e la Marguara; a Sud con la Difesa Casiglia, il Chiancatone e la Cavolecchia; a Ovest con il territorio del comune di San Giovanni Rotondo. Le sue altitudini vanno dai 500 agli 800 mestri. La sua estensione è pari a circa 2 000 ha. Sono presenti cerri, faggi, carpini, aceri; alcuni esemplari di queste piante sono secolari.

#### Zone verdi minori
Le uniche zone verdi sono: il "Parco delle Rimembranze" (che circonda il Castello) e le Pinete all'estrema periferia sud della città, in Siponto.

## Società

### Evoluzione demografica
Abitanti censiti

### Etnie e minoranze straniere
Al 31 dicembre 2023 la popolazione straniera era di 1.599 persone, pari al 2,96% dei residenti.

### Religione
La religione maggiormente diffusa per tradizione è il cattolicesimo. La città è sede dell'arcidiocesi di Manfredonia-Vieste-San Giovanni Rotondo, erede dell'antica diocesi di Siponto, attestata dal III secolo. A lungo sede metropolitana, dal 1979 l'arcidiocesi è suffraganea di quella di Foggia-Bovino.
Il territorio comunale è suddiviso in 14 parrocchie, 11 delle quali urbane e tre ubicate nelle frazioni.

### Tradizioni e folclore
Ogni anno si svolge il Carnevale di Manfredonia, espressione di una tradizione secolare. La manifestazione si sostanzia nella sfilata annuale di qualche carro in cartapesta e numerosi gruppi mascherati che concorrono per l'aggiudicazione di premi.

## Cultura
Manfredonia nel 2005 è stata riconosciuta come città d'arte dalla regione Puglia.

### Istruzione

#### Biblioteche
- Civiche Biblioteche Unificate: la biblioteca è costituita da diversi fondi, il primo dei quali risale al 1910 ed è composto da circa 600 volumi provenienti dal soppresso Convento dei Frati Minori della Curia Provincializia “S. Michele Arcangelo in Puglia”. Il fondo è stato organizzato da Luigi Pascale e dall’avv. Mario Simone. Attualmente ci sono 27 000 volumi. La Sezione Locale formata da circa 1 000 volumi offre la possibilità di studiare e approfondire la storia locale. Sono presenti anche diversi fondi provenienti da donazione di cittadini sipontini o delle rispettive famiglie.
- Archivio storico del Comune di Manfredonia. Sono presenti documenti risalenti XVIII e al XVII secolo; esistono circa 2 600 documenti. Attualmente l'archivio storico è in due sedi: l’Archivio storico di Via De Gasperi, con la maggior parte della documentazione e l’Archivio storico di Largo del Seminario.
- Biblioteca diocesana di Manfredonia, sita presso il Seminario in via San Lorenzo.

#### Scuole
Oltre a cinque istituti comprensivi statali (infanzia, primaria e secondaria di primo grado): "San Giovanni Bosco-Giordani", "Perotto-Orsini-Croce", "Don Milani-Maiorano", "De Sanctis-Mozzillo", "Madre Teresa-Ungaretti", ci sono anche le scuole secondare di secondo grado: il liceo classico "Aldo Moro" e quello scientifico "Galileo Galilei", accorpati ora in unico istituto a partire dall'A.S. 2016/2017, ma in realtà già unificati a livello amministrativo e didattico dal 2012; l'istituto di istruzione secondaria superiore "Angelo Giuseppe Roncalli" (con liceo linguistico, artistico e delle scienze umane), e quattro istituti tecnici: l'economico "Giuseppe Toniolo", l'industriale "Enrico Fermi", il nautico "Generale Rotundi" e quello per geometri "Euclide" (questi ultimi tre accorpati in un unico istituto polivalente dai primi anni 2010).
A partire dall'A.S. 2015/2016, è stata aperta una sede distaccata dell'istituto turistico - alberghiero "Lecce", inizialmente accorpata alla scuola media "Giuseppe Ungaretti" e poi, a partire dall'anno successivo, spostata nell'ex sede del liceo classico.
In città sono presenti anche scuole private.

#### Università
In passato la città sipontina è stata sede della facoltà di Economia dell'Ambiente e del Territorio dell'Università di Foggia.
Musei
- Museo archeologico nazionale

Il Museo Nazionale di Manfredonia fu istituito su forte spinta dell'archeologo Silvio Ferri, che tra le altre cose,si dedicò costantemente alla scoperta e allo studio della antica e per certi versi ancora misteriosa civiltà delle stele daunie.
È ubicato all'interno dei locali del castello svevo-angioino-aragonese di Manfredonia.
Le esposizioni archeologiche del museo illustrano la storia dell'antico territorio sipontino e garganico.
Si segnala, per il pregio e la singolarità dei reperti, la nuova mostra delle stele daunie dal titolo "Pagine di pietra. I Dauni tra VII e VI secolo a.C.". Le stele sono lastre rettangolari in pietra calcarea decorate da ornati geometrici e scene figurate. Esse riproducono figure schematiche maschili e femminili, probabilmente riferibili ad entità di rango. Quelle maschili con armi mostrano pettorale, spada e scudo, quelle con ornamenti recano collane, fibule, cinture pendenti e dischi circolari. Le scene narrano del mondo degli antichi daunia: attività quotidiane, rituali, cerimonie nuziali e funebri, lotte armate a piedi o a cavallo. Le stele erano completate da teste incise con i tratti del volto (iconiche) o completamente lisce (aniconiche).
"Siponto: una città abbandonata nel Medioevo"
Al primo piano è ospitata la mostra dedicata alla civiltà sipontina. L'esposizione illustra i risultati dello scavo archeologico nel Parco archeologico di Siponto che, nell'arco di dieci anni di attività, ha restituito un comparto abbastanza esteso della Siponto vetus con le sue abitazioni, un impianto produttivo, una chiesa e relativa zona sepolcrale. I reperti offrono lo spaccato di una realtà socio economica abbastanza elevata che attesta l'importanza e lo splendore di questa città portuale protesa verso l'opposta sponda adriatica e l'oriente mediterraneo.
"I tesori dal mare"
Nella Torre Quadra è visitabile una esposizione dedicata all'archeologia subacquea. Si illustrano le scoperte effettuate fino ad oggi, per lo più fortuitamente, lungo il litorale della Daunia, da cui provengono numerose anfore da trasporto che documentano l'intensa attività commerciale lungo le rotte adriatiche della Daunia romana. Insieme alla ricostruzione di un fondale marino e di una imbarcazione, la mostra espone una stele con una scena di navigazione su una imbarcazione dalla vela quadrata; a bordo l'equipaggio con il timoniere a poppa e un altro uomo con le braccia sollevate a prua.
Lapidario
La sezione raccoglie materiali architettonici ed epigrafici provenienti in prevalenza dall'area archeologica di Siponto. Capitelli, cornici, mensole documentano l'aspetto monumentale della città, dall'età augustea all'età medioevale, così le epigrafi costituiscono una fonte ricca di notizie sull'aspetto amministrativo e religioso. Dall'area di San Leonardo in Lama Volara proviene un rilievo con scena dell'Annunciazione (XI-XII secolo).
- Museo archeologico diocesano

Con fondi regionali, europei e dell'8 per 1 000 è stato realizzato un lavoro di catalogazione di tutti i beni della Diocesi, seguito da interventi di restauro che hanno coinvolto numerosi esperti. Il percorso si articola, seguendo il criterio cronologico, in ben 21 ambienti; capisaldi espositivi sono la collezione lapidea costituita da materiali provenienti dalla Siponto antica e medievale e la collezione donata dal cardinale Vincenzo Maria Orsini. Va annoverata, poi, la “Galleria degli Arcivescovi”, fulcro tematico nel quale il reperto archeologico lascia il posto alla rassegna storica delle figure in capo alla diocesi sipontina, che comprende pannelli in materiale plastico e 12 tele dipinte originali. Si annoverano, poi, arredi e suppellettili liturgiche, volumi e paramenti sacri.
- Museo etnografico Melillo di Siponto

Situato nell'area dell'antica Siponto, il museo, diviso in quattro sezioni, raccoglie numerosi attrezzi e oggetti che documentano la vita casalinga, l'agricoltura, il lavoro degli artigiani e dei pescatori. È inoltre possibile ascoltare voci dialettali registrate su nastro.
Museo storico dei Pompieri e della Croce Rossa italiana
Il museo, inaugurato nel luglio 2017, nasce dall'iniziativa di un privato e raccoglie testimonianze della lotta contro il fuoco organizzate in quattro padiglioni. Il primo padiglione ospita per lo più documenti (libri, regolamenti, cataloghi ed incisioni); il secondo è dedicato al soccorso pompieristico e alla Croce Rossa Italiana ed ospita medaglie dei pompieri, sciabole, spade ed alcune divise di pompieri e uniformi da crocerossina; il terzo padiglione è dedicato ai vari incidenti verificatisi durante il ventennio di attività del IV Centro Petrolchimico ANIC, in particolare l'incidente petrolchimico ANIC del 1976; il quarto padiglione ospita esempi di sistemi di soccorso aereo ed a distanza (scale aeree, scale a pioli, funi, scale con ramponi).
Museo del mare
Dal 2022 è situato all'interno dell'istituto Ipeoa Lecca
Museo Civico Manfredi
In costruzione

### Media

#### Stampa
- Gazzetta del Mezzogiorno, con pagina quotidiana dedicata al comune sipontino;
- ManfredoniaNews, periodico d'informazione;
- Stato Quotidiano, testata online;

#### Radio
- Radio Manfredonia Centro (103.0 MHz), nata nel 1978 è la principale emittente della città;
- Rete Smash (97.5 MHz)

#### Televisione
- Manfredonia TV (emittente che ha trasmesso sui canali 659, 645 e 93) al momento ha interrotto le proprie trasmissioni sul digitale terrestre e trasmette soltanto in streaming e sul proprio canale YouTube;

Grande lustro hanno avuto in passato "Radio Puglia",  dal 1976, poi ridenominata "T.R.I.- TeleRadioInformazione" e quindi "Radio A1" fino al 1992, "Radio Amica", "Radio Delta" e le emittenti televisive "Tele Manfredonia" e "Telegolfo", tutte chiuse negli anni.

### Teatro
Il più antico teatro di cui si hanno notizie è il de Florio, edificato da Giacomo de Florio nel 1692 (secondo altre fonti nel 1708), ora inesistente perché andato distrutto. È stato attivo almeno fino al 26 ottobre del 1842. Era ubicato nell'attuale Largo Teatro Vecchio. Sulla sua sommità era posta un'epigrafe: "Gli animi dei giovani, che si lanciano attraverso i pericolosi sentieri dei sensi, vengano richiamati alla pubblica allegrezza, affinché per mezzo delle conversazioni scherzose delle commedie, le attività dei costumi, della scuola, del corpo e della mente vengano restituiti all'eleganza".
Nel 1902 fu costruito il piccolo cinema-teatro Eden a ridosso della Cappella della Maddalena. Fu distrutto insieme alla notevole struttura liberty dell'albergo Daniele, per far posto alla odierna sistemazione della piazzetta Mercato.
L'attuale teatro comunale è una moderna struttura di fine anni '90, è stato intitolato a Lucio Dalla, sorge in via della Croce, nell'omonimo quartiere cittadino. È attivo con stagioni di prosa.
Altri contenitori culturali della città sono gli auditorium:
"Auditorium Comunale Cristanziano Serricchio", sorge nei locali, originariamente occupati dalla chiesa di San Pietro dei Celestini, del Palazzo dei Celestini;
"Auditorium Valentino Vailati", invece, sorge in via Arcivescovado ed è un punto di riferimento soprattutto per gli eventi teologici e religiosi che si svolgono in città.

### Cinema
- La storia del cinema a Manfredonia incomincia con Manfredonia, Southern Italy, un documentario in formato 35 mm uscito nel 1912 e dedicato alla città della Puglia, destinato al mercato estero.
- Nel 1964 fu girato tra Manfredonia e Mattinata il film Il sole scotta a Cipro,[71] regia di Ralph Thomas con Dirk Bogarde.
- A Manfredonia sono state effettuate le riprese di numerose fiction prodotte dalla Rai, tra queste spiccano Questo è il mio paese e Baciato dal sole.
- È stato interamente girato a Manfredonia il film La Terra dei Santi di F. Muraca, inoltre alcune scene di Non c’è più religione sono state riprese nella città pugliese.[72][73]

### Musica
Un'antica fotografia di Manfredonia, che raffigura Piazzale Diomede (il mitico fondatore dell'antica Siponto), è stata scelta nel 1971 come copertina del 45 giri della celebre 4/3/1943 di Lucio Dalla. Lo stesso cantautore scelse Manfredonia (città dove visse le sue estati nell'infanzia, e trascorreva parte dell'anno) come copertina dell'album Cambio del 1990. Sul lato principale appariva la foto del cantautore adolescente con mamma Iole e una cugina seduti al tavolo di un noto locale manfredoniano, sul fronte retro la foto degli anni'50 del cinema all'aperto "Arena Pesante" (dismesso negli anni'80). La città di Manfredonia, da parte sua, ha voluto sdebitarsi, conferendo a Dalla nel 1997 la cittadinanza onoraria, e intitolandogli il teatro comunale dopo la sua morte.

### Eventi
- Premio internazionale di canto lirico, a cura dell'Accademia Musicale "Re Manfredi"[74]
- Festival Cinematografico "Corto e Cultura Film festival Nelle Mura di Manfredonia[75]
- Concorso nazionale poesia "Città di Manfredonia"[76]
- Premio internazionale di cultura "Re Manfredi"[77]
- Premio della Daunia "Argos Hippium"[78]
- Carnevale di Manfredonia
- Luci del golfo, evento natalizio
- Festival internazionale dei suoni garganici

## Economia

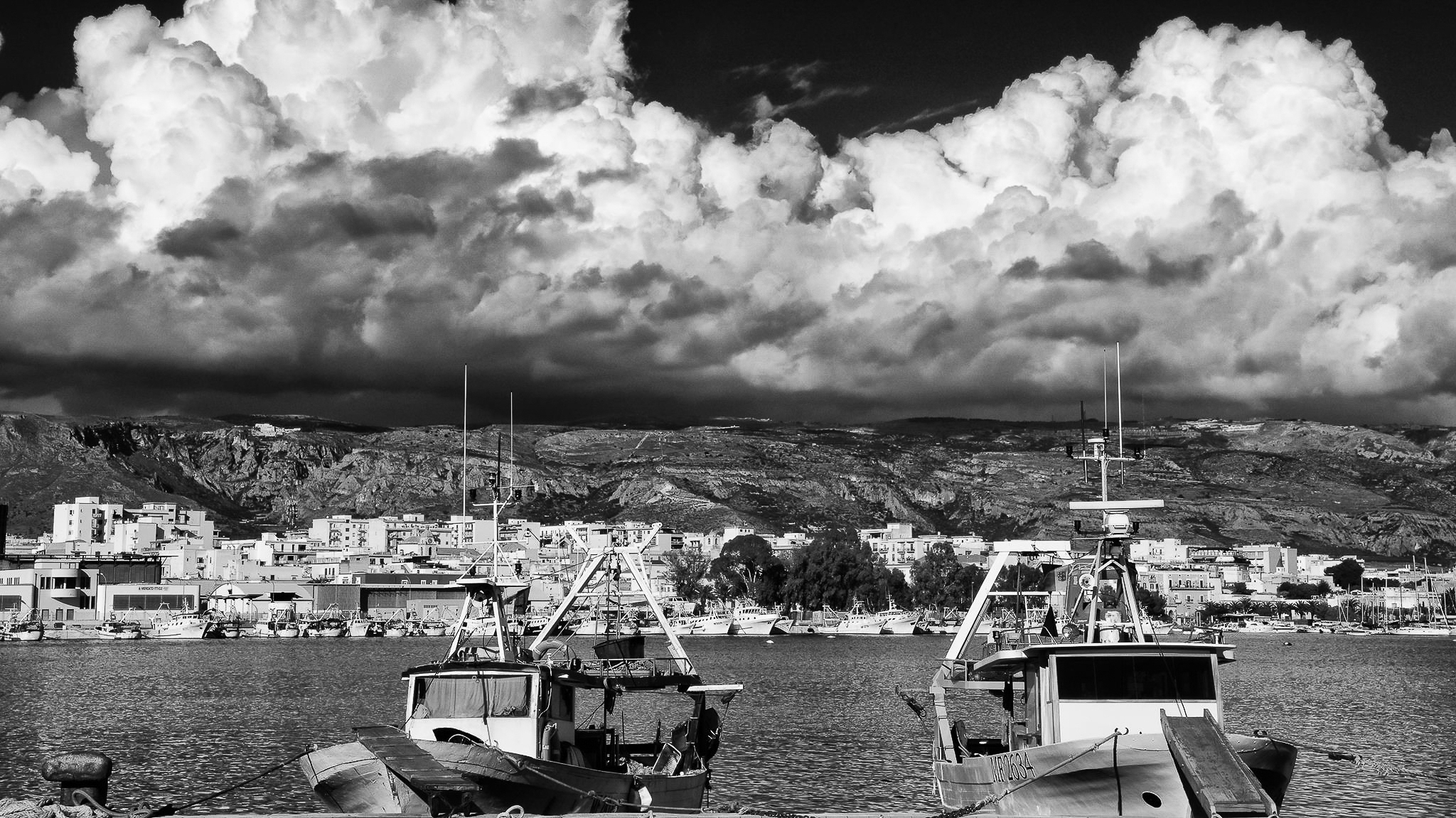
Panoramica di Manfredonia

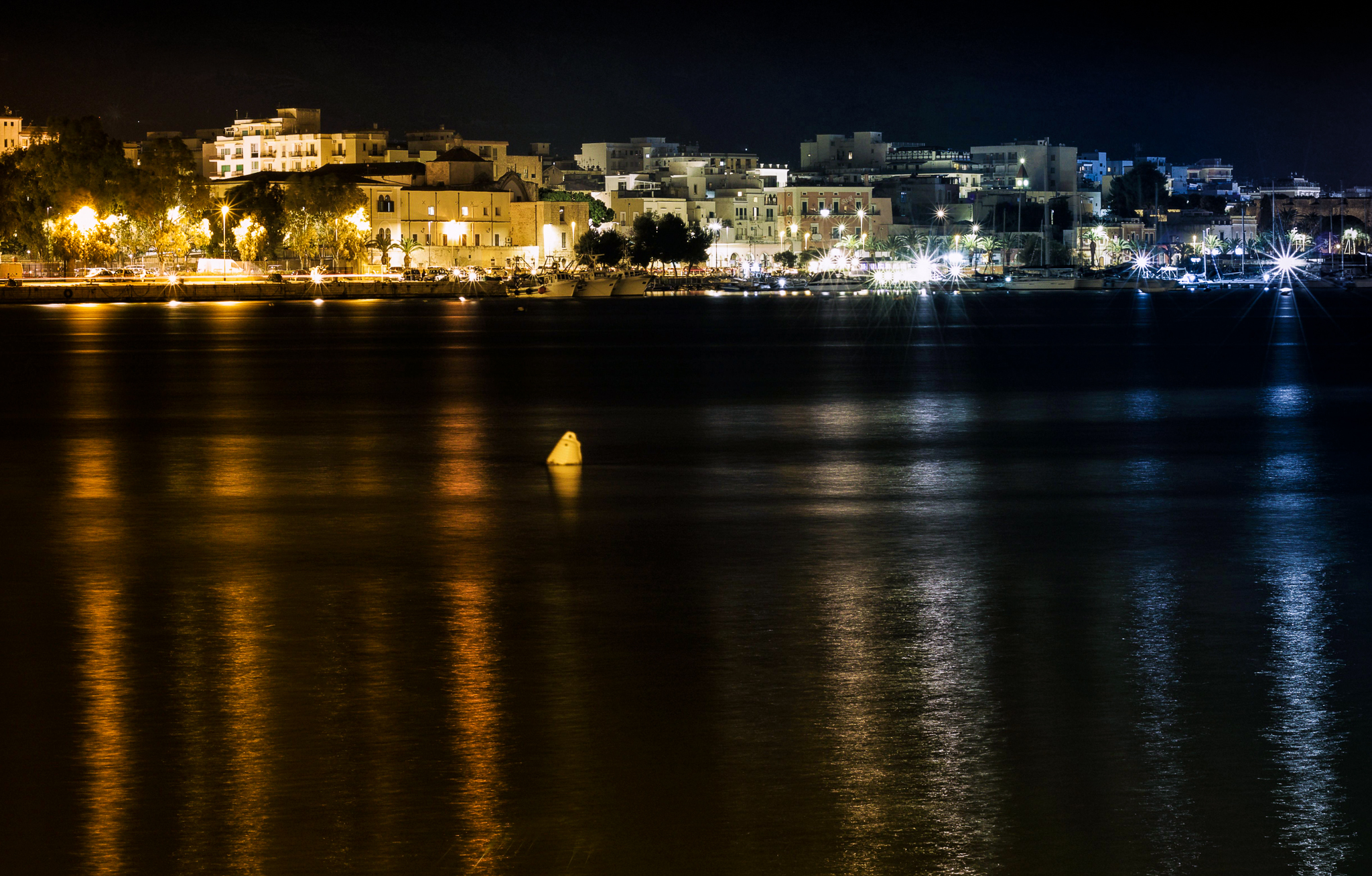
Panoramica di Manfredonia

Nella classifica dell'ISTAT, Manfredonia risulta essere tra le città italiane dove è stata maggiormente avvertita la crisi economica degli ultimi decenni, le famiglie che vivono al di sotto della soglia di povertà (reddito mensile al di sotto di Euro 1.038) sono pari a 4.713 su un totale di 20.162, per un numero complessivo di individui di 13.317, pari al 23% della popolazione totale (anno 2020), un aumento di oltre 3 volte rispetto al 2008 
Nel 2018 secondo altre stime si attestava al 33%, il surplus di consumi fatto di illegalità (36,82%), rendita ed erosione di risparmi (26,78%), indebitamento da consumi (10,72%) e trasferimenti pubblici (25,68%) spiega in larga parte come questo fenomeno non venga percepito da molti come in maggiore grado d'importanza. 
Le famiglie più agiate con un reddito superiore ai 90 mila euro annui hanno per il 75% i propri figli all’università, al contrario di quelle fino 20 mila euro, di cui solo il 10% di esse riesce a mandare i figli a studiare all’università. 
L’indice Gini ha registrato il dato più alto degli ultimi 20 anni. La conseguenza è stata che la ricchezza della città risulta particolarmente concentrata nelle mani di pochi . Nel 1976 l’1% della popolazione possedeva l’8% della ricchezza totale, nel 2021 l’1% della popolazione possedeva il 35% della ricchezza totale, buona parte del PIL prodotto dal lavoro è stato ipotecato a favore del ceto politico e dell’economia della truffa escludendo intere generazioni e ceti dalla vita economica e sociale.
L'economia cittadina attualmente è basata primariamente sui servizi derivanti da strutture pubbliche sanitarie, istituzionali e scolastiche, sul commercio e sulla pesca. In misura minore su turismo, industria ed altre attività.
Al 2016, da dati della Camera di Commercio di Foggia, sul territorio sipontino sono attive 3 422 imprese di cui 1 334 operano nel settore primario (39%), 205 nel settore manifatturiero e costruzioni (6%), 900 nel commercio (26%), 181 nel turismo (5,2%), 896 nel settore dei servizi (26,2%).
Uno dei porti di Manfredonia è tra i più attivi dell'Adriatico pur presentando, ad oggi, forti criticità legate soprattutto alla grande distribuzione del pescato, avendo, la struttura del Mercato Ittico di Manfredonia subito negli anni passati una gestione poco oculata tale da portare al fallimento. Attualmente il Mercato Ittico costato diverse centinaia di migliaia di euro è chiuso.
Il settore turistico si basa esclusivamente sulla presenza di lidi balneari nelle località di "Spiaggia Castello" o "Spiaggia Diomede", Siponto, Rivera sud e a nord lungo la costa rocciosa in direzione Mattinata. La costa settentrionale di Manfredonia (località "Acqua di Cristo") è rocciosa e caratterizzata dalla presenza di diverse zone ad accesso libero. Con la costruzione del porto turistico "Marina del Gargano" la città si è dotata di una costosa infrastruttura di servizio per il turismo nautico e da diporto. La presenza di diverse zone archeologiche, come quella del parco archeologico di Siponto, degli ipogei Capparelli, della Masseria Mascherone, di Coppa Nevigata, delle grotte Scaloria-Occhiopinto, e di varie zone distribuite su tutto il circondario, compreso il territorio a nord-est, rende la cittadina attrattiva per il visitatore interessato a questa tipologia di beni culturali.
Le industrie sono presenti soprattutto nella parte settentrionale del territorio urbano, nella zona ex-Enichem (ad es. Manfredonia Vetro (poi Sangalli Vetro), Inside, attualmente entrambe in stato di improduttività) e lungo la strada statale 89 a pochi km dall'abitato, nelle cd zone industriali DI46 e DI49, ricadenti entrambe in territorio ZPS e SIC, tutelato paesaggisticamente e naturalisticamente da direttive europee.
Nella seconda metà del Novecento, la città si è ingrandita notevolmente anche per l'effetto dello sviluppo industriale ed economico in generale, legato sia all'insediamento del petrolchimico Anic-EniChem, sia al notevole progresso tecnologico applicato all'economia della pesca e dell'agricoltura.

### Agricoltura e allevamento

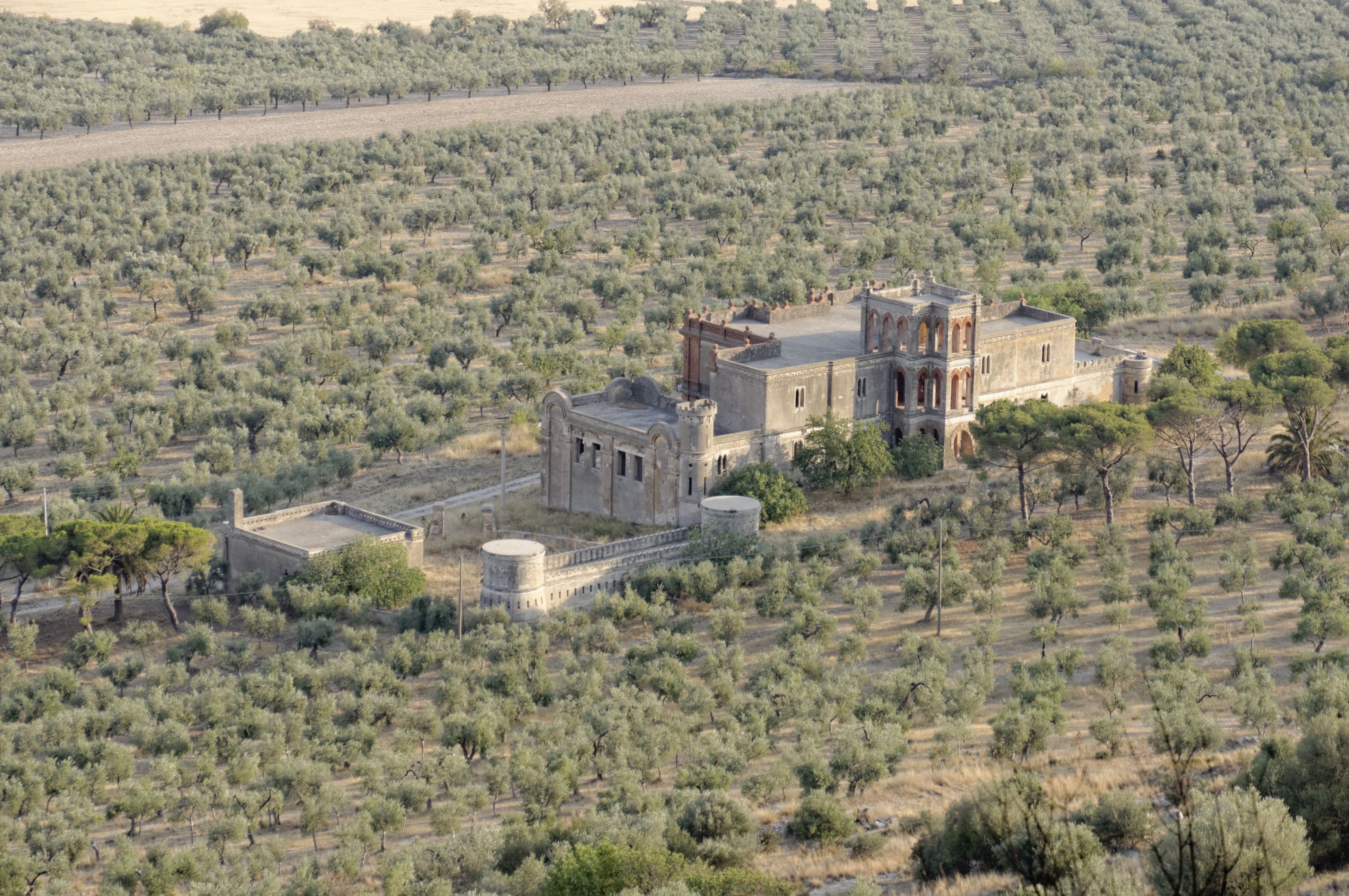
Villa Rosa (Imponente villa abbandonata)

L'agricoltura costituisce ancora oggi un importante settore economico del vasto territorio di Manfredonia, rappresentando una notevole fonte di reddito ma in misura molto minore, di occupazione.
Il Consorzio di Bonifica della Capitanata, nella prima metà del secolo scorso, realizzò delle vasche di colmata tra il Cervaro e il Candelaro, per una superficie di circa 10 000 ettari, effettuando parimenti diversi interventi di sistemazione idrica. Questi primi interventi hanno reso coltivabili diversi ettari di terreno. Nell'ambito di questi interventi si segnala la colmata di 500 ettari del torrente Roncone che permise l'insediamento di un'azienda concessionaria del Comune di Manfredonia, la "Daunia Risi".
Da questa serie di interventi il Cervaro cambierà corso, sfociando in una zona adiacente, ma non più quella originaria. La zona del basso Tavoliere rientrante nel territorio di Manfredonia, sarà teatro, nella prima metà del secolo scorso, di diversi interventi di bonifica tali da cambiarne sostanzialmente la morfologia.
Nel 1947, 84 proprietari posseggono più di 100 ettari, il 73% dell'intera superficie coltivabile, 17 di questi hanno più di 600 ettari ciascuno, il 35% dell'agro. Con la riforma agraria di quegli anni la situazione proprietaria cambierà; infatti più di 500 contadini avranno in assegnazione terre da coltivare.
I poderi concessi dalla riforma agraria prevedevano la costruzione di fabbricati, le cd case coloniche, che andarono ad antropizzare un territorio che fino ai decenni precedenti conosceva solo grandi masserie fortificate ad uso agricolo o pastorale. Si tratta delle zone di Beccarini, Cutino, Coppolachiatta, Versentino, Scorfola, Macchiarotonda, Pescia, Vernareccia, Amendola, Santatecchia, Piscitella, Ramatola, Fonterosa. In alcune di queste contrade si costruiranno delle scuole elementari con spacci e uffici.
Le tipologie di colture erano (ed in parte rimangono) vigneti, frutteti, barbabietola da zucchero, pomodoro, e una vasta varietà di ortaggi e legumi.
Negli anni '60 le particolari congiunture economiche ed in particolar modo quelle del settore primario, portano a un esodo dei coltivatori e delle famiglie verso le città del nord Italia ed europee (Germania, Francia, Belgio),ma anche Stati Uniti d'America e America del sud. I terreni verranno ceduti favorendo la nascita di aziende agricole di medie dimensioni.
(Manfredonia negli anni della prima Repubblica, Michele Magno, Edizioni del Golfo)

### Industria
La storia degli insediamenti industriali nel territorio sipontino, ripropone l'annoso problema del carattere ambiguo che ebbe il processo di industrializzazione del Meridione d'Italia iniziato alla fine degli anni '60 e proseguito nei decenni seguenti fino ad arrivare, per Manfredonia, alla fine degli anni '90, quando furono finanziati diversi protocolli d'intesa tra lo Stato e le sue derivazioni e varie organizzazioni di categoria. Questi ultimi hanno visto l'impiego di circa 1 500 miliardi di lire, cofinanziati dallo Stato e dalla Comunità europea. Ad oggi, (a distanza di 20 anni) sono pochissime le società ancora attive, nonostante diverse abbiano beneficiato di finanziamenti e di notevoli agevolazioni; si evidenzia così, ancora una volta, una pessima gestione degli investimenti pubblici da parte della classe dirigente.
In relazione alla storia industriale di Manfredonia del XIX secolo, quindi prima, sia del periodo fascista che dell'industrializzazione del Mezzogiorno ad opera dello Stato avvenuta nel dopoguerra, si può far riferimento a due realtà presenti all'epoca sul territorio: il mulino Musti e il cementificio "La Sipontina". Sul finire del 1800 un imprenditore di Barletta, Giuseppe Musti, costruì, appena fuori dal centro, un impianto di macinazione del grano, con annesso pastificio. Successivamente passò alla ditta Sacco di Lucera e poi a una società immobiliare di Roma. L'attività nel 1913 passò infine alla D’Onofrio & Longo di Foggia, che ne continuò l'attività fino al 1950, quando la produzione cessò, per via di un devastante incendio che distrusse gran parte degli impianti. Un ulteriore stabilimento industriale di cui si segnala la presenza nei primi del '900 è il cementificio "La Sipontina" di Santollino & C. che sorse nel 1908. Nell'anno 1913 si trasferì in uno stabilimento costruito per l'uso nei pressi del più vicino scalo ferroviario in località Cala dello Spuntone ove oggi sorge il nuovo porto turistico "Marina del Gargano".
Due sono stati i grandi interventi economici di matrice pubblica: l'Aji no Moto – Insud (la traduzione letterale di Aji no Moto è "Essenza del gusto", usato come marchio per il glutammato monosodico della compagnia giapponese oggi ancora esistente) e l'Anic (EniChem).
Sul finire degli anni Sessanta del Novecento, il territorio di Manfredonia e quello circostante si apprestò a subire le conseguenze di uno sviluppo industriale legato al massiccio intervento statale. Proprio in questo periodo fu insediato il petrolchimico Anic, poi EniChem e della Società Chimica Daunia (SCD) compartecipata dall’Anic e dalla SNIA, in località Macchia, nel territorio del comune di Monte Sant'Angelo. Nel 1971 si avviava l’attività produttiva della SCD, riguardante il caprolattame (monomero del nylon) e il solfato ammonico (fertilizzante); nel 1972 iniziava la produzione di urea (fertilizzante) negli impianti dell’ANIC.
Lo stesso complesso industriale è stato colpito da diversi incidenti. Tra i più significativi e nefasti si segnala quello avvenuto il 26 settembre 1976. Lo scoppio di una colonna di lavaggio dell'Ammoniaca determinò la dispersione in atmosfera di diverse tonnellate di Anidride arseniosa e di Ossido di carbonio.
Nel 1979 un altro incidente dell'Enichem Agricoltura determinò un'ingente fuga di ammoniaca: per l'intenso odore che si diffuse nella città una parte degli abitanti scelse autonomamente di evacuare per alcuni giorni.
Nell'autunno del 1988, il paventato arrivo nel porto alti fondali, della nave "Deep Sea Carrier", carica di rifiuti tossici e nocivi e pertanto ribattezzata nave dei veleni, alimentò nella popolazione un fortissimo movimento di opposizione per la presenza dello stabilimento EniChem. Sempre sul finire degli anni Ottanta, nello stesso periodo dei movimenti di opposizione della cittadinanza, due inchieste per inquinamento marino causarono la cessazione della produzione di Caprolattame nel 1988. Negli anni successivi lo stabilimento venne definitivamente chiuso.

### Pesca

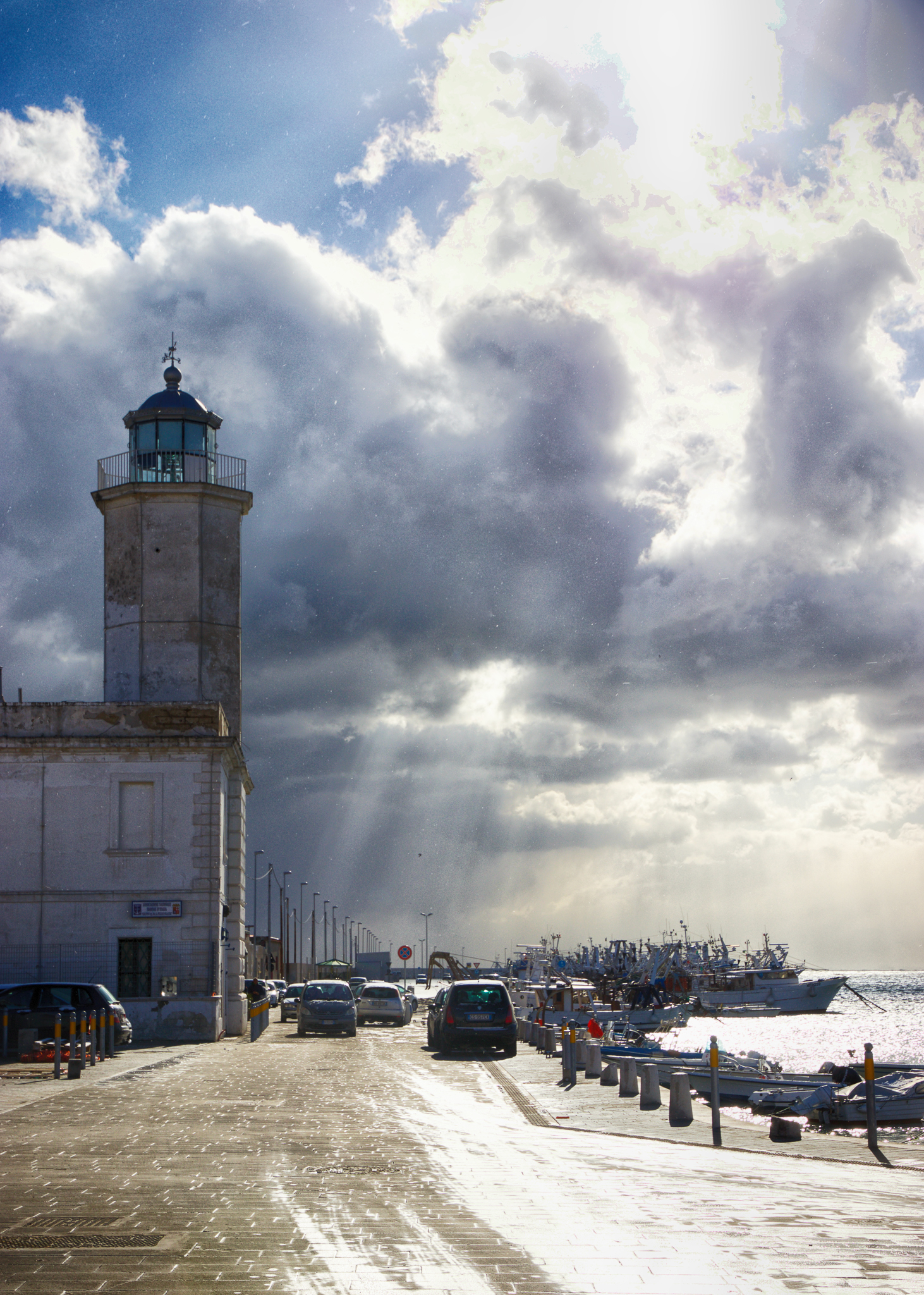

Fino agli anni della seconda guerra mondiale esistevano una decina di motopescherecci e un centinaio di barche a vela attrezzate per la pesca. La classe dei pescatori, all'epoca era in una situazione di forte povertà, che superava le condizioni di disagio della classe dei contadini. Sul finire degli anni '30 si costituì una cooperativa che riuniva i pescatori con più figli. Durante gli anni '50 e '60 la categoria vive un netto miglioramento delle condizioni di vita economica, anche per il ripristino dei collegamenti interrotti durante la guerra. Il boom vero e proprio inizia da quando la Cassa per il Mezzogiorno contribuisce alla sostituzione dei vecchi pescherecci, con nuovi moto-pescherecci, completi di tutte le attrezzature necessarie per una pesca più proficua e professionale. La produzione aumenta ed è in media, dal 1961 al 1967 di circa 30 000 quintali all'anno. Il pescato aumenterà sempre di più per tutti gli anni successivi. Al 1991 risultano registrati 945 addetti al settore. Alla fine degli anni '90 la marineria di Manfredonia contava più di 400 motopescherecci attivi.

### Turismo
Negli ultimi anni la città inizia ad incrementare la sua attività turistica balneare e culturale.

## Infrastrutture e trasporti

### Strade
La città è servita dalla strada statale 89 Garganica che da Manfredonia (dove funge da tangenziale), prosegue per Monte Sant'Angelo, Mattinata, Vieste (S.P. 53). La strada rappresenta la principale via di collegamento tra la costa meridionale e la parte centrale del Gargano con Foggia. Nel tratto tra Manfredonia ed il capoluogo inoltre, la statale assume caratteristiche di superstrada.
La strada provinciale 141 ha inizio dalla SS 89 Garganica all'altezza dello svincolo di Manfredonia Sud; la strada collega Manfredonia e parte del  Gargano con la "Riviera sud", Margherita di Savoia e Barletta e da questa località, attraverso "l'asse attrezzato", alla S.S. 16 bis verso Bari.
La S.P. 58 assicura il collegamento tra Manfredonia e San Giovanni Rotondo e la S.P. Pedegarganica, verso Apricena.
La S.P. 77 "Rivolese", s'innesta dalla S.P.141 e garantisce il collegamento verso Cerignola.
È presente inoltre, una discreta rete stradale a carattere locale e provinciale che collega il centro urbano al resto del territorio.

### Ferrovie

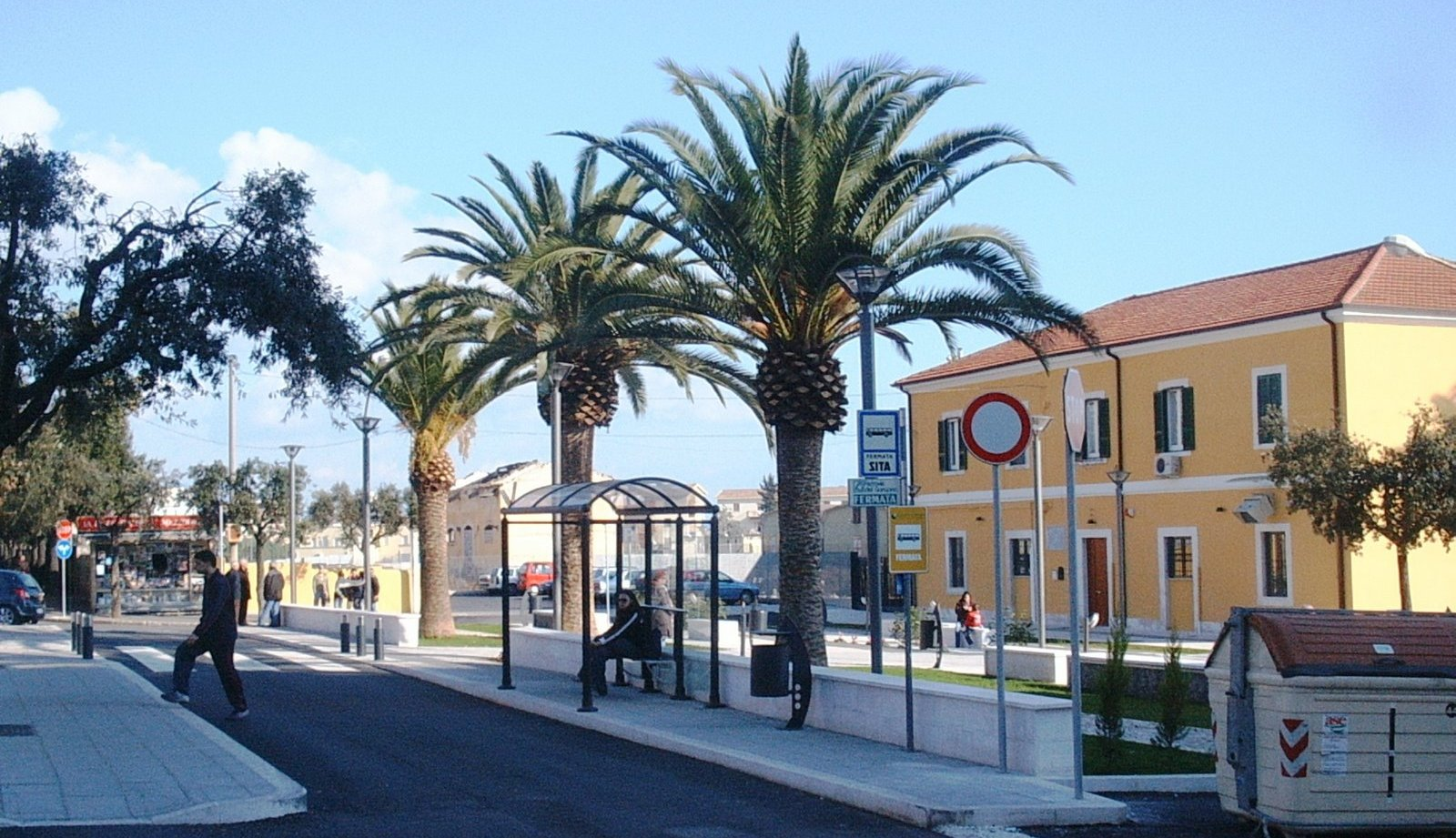
Stazione di Manfredonia

La stazione di Manfredonia è la stazione ferroviaria di RFI della città. È il capolinea della linea Foggia-Manfredonia.
Serve la città e parte del Gargano meridionale.

#### Stazione di Manfredonia Ovest
La stazione di Manfredonia Ovest, costruita nel 2014, è una fermata ferroviaria attiva dall'11 giugno 2017. Posta sulla linea Foggia-Manfredonia, nella periferia occidentale della città di Manfredonia, è situata fuori dal tessuto urbano, a 5 km dal centro.

### Porti

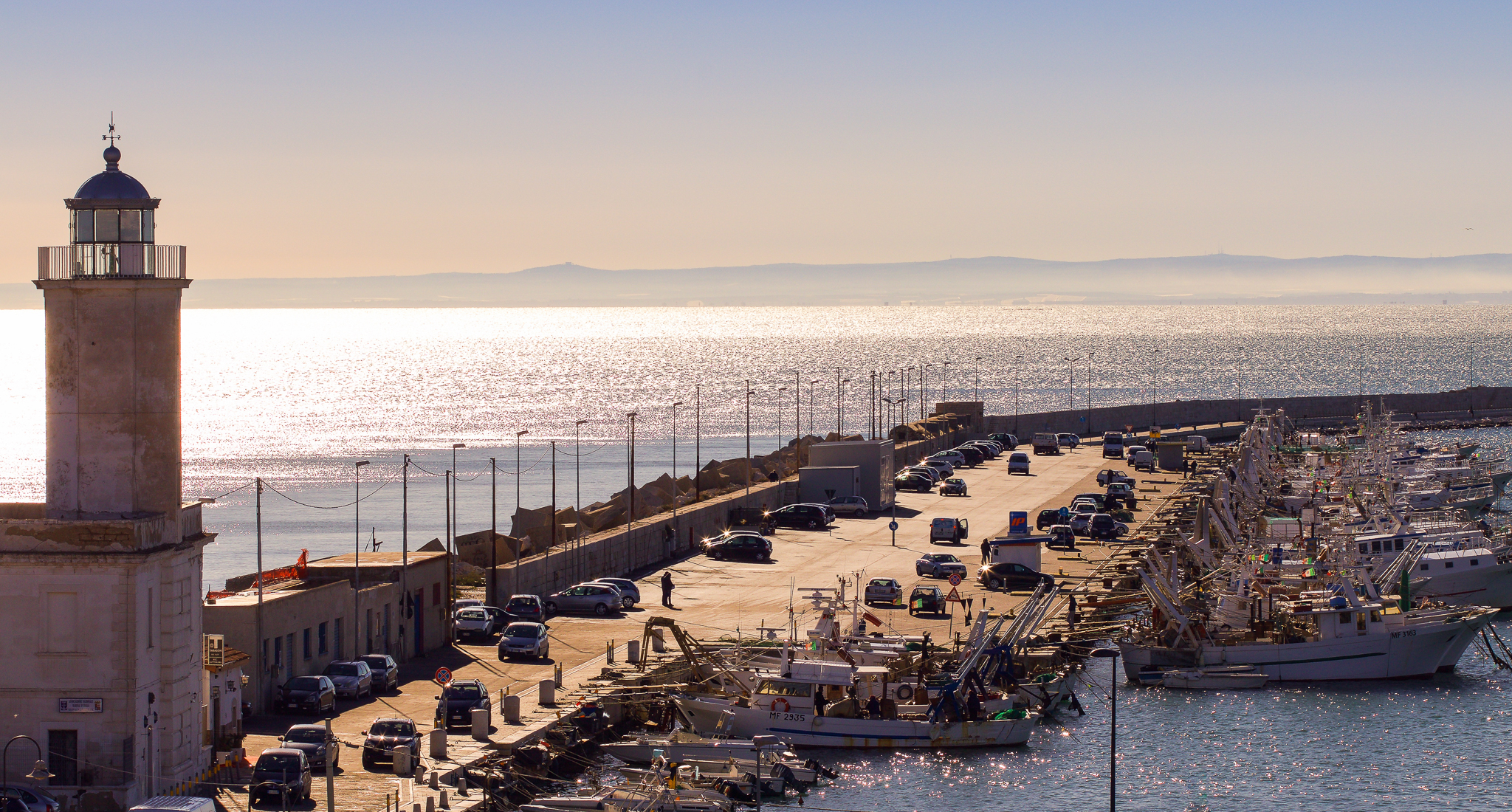
Faro di Manfredonia. Porto. Molo di Levante.

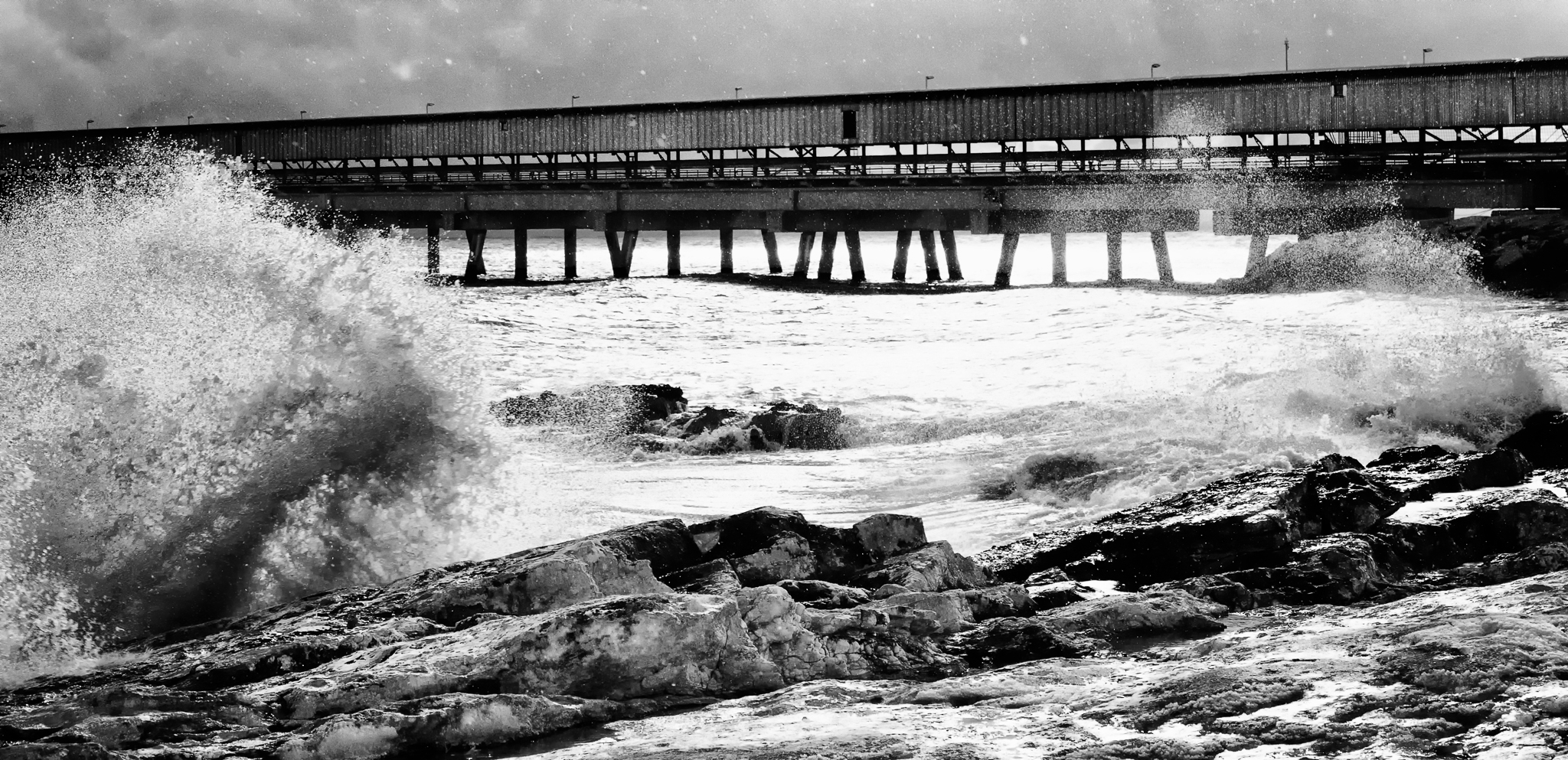
Porto alti fondali. Particolare.

Il porto vecchio (o porto commerciale), delimitato dai moli di Ponente e di Levante, è impiegato per la flotta peschereccia - una delle più grandi dell'Adriatico - ed inoltre per il traffico commerciale, per le navi passeggeri dirette alle Isole Tremiti e per le forze armate.
Il porto industriale (o porto Alti Fondali) è situato a circa 1.8 km ad est: fu costruito negli anni settanta in funzione delle esigenze del petrolchimico Anic/EniChem e del trasporto di materie prime alimentari. Nel 1988 il movimento merci raggiunse gli 1,76 milioni di tonnellate. La maggior parte dei traffici interessava la Grecia, la Turchia, la Libia, l'Egitto, l'Algeria e la Tunisia. Oggi versa in uno stato di semi-abbandono.
Il porto turistico "Marina del Gargano" è posto a ridosso del molo di ponente. Ha oltre 700 posti barca e servizi per la diportistica.

### Mobilità urbana
Il trasporto pubblico urbano, è gestito dalle società ACAPT e Ferrovie del Gargano, con 7 linee urbane che collegano i quartieri della città, più altre 2 linee per il mercato settimanale, che si tiene il martedì in zona Scaloria, e una per il centro commerciale "Gargano" a nord-est della città.
I collegamenti interurbani sono gestiti da tre imprese di trasporto (SITA, Ferrovie del Gargano, Marino Autolinee).

## Amministrazione

### Gemellaggi
Manfredonia è gemellata con la città statunitense di Chattanooga

### Altre informazioni amministrative
Elenco dei sindaci della città dalla proclamazione della Repubblica
| Periodo          | Periodo           | Primo cittadino                                                            | Partito                                                         | Carica                    | Note |
| ---------------- | ----------------- | -------------------------------------------------------------------------- | --------------------------------------------------------------- | ------------------------- | ---- |
| 6 agosto 1946    | 29 novembre 1946  | Alfonso Rossignoli                                                         | -                                                               | Commissario prefettizio   |      |
| 1º dicembre 1946 | 25 agosto 1948    | Nunzio Casalino                                                            | Partito Comunista Italiano                                      | Sindaco                   |      |
| 4 settembre 1948 | 2 gennaio 1949    | Felice Cafarelli                                                           | -                                                               | Commissario prefettizio   |      |
| 11 gennaio 1949  | 2 maggio 1949     | Francesco Puglisi                                                          | -                                                               | Commissario prefettizio   |      |
| 31 maggio 1949   | 17 novembre 1958  | Giuseppe Brigida                                                           | Democrazia Cristiana                                            | Sindaco                   |      |
| 18 novembre 1958 | 28 dicembre 1960  | Pietro Montesanti                                                          | -                                                               | Commissario prefettizio   |      |
| 29 dicembre 1960 | 22 dicembre 1961  | Alfonso Mario De Padova                                                    |                                                                 | Sindaco                   |      |
| 23 dicembre 1961 | 30 settembre 1962 | Leopoldo Carneglia                                                         | -                                                               | Commissario prefettizio   |      |
| 1º ottobre 1962  | 9 dicembre 1966   | Nicola Ferrara                                                             | Democrazia Cristiana                                            | Sindaco                   |      |
| 10 dicembre 1966 | 7 novembre 1968   | Antonio Valente                                                            |                                                                 | Sindaco                   |      |
| 8 novembre 1968  | 13 luglio 1969    | Francesco Latilla                                                          | -                                                               | Commissario prefettizio   |      |
| 14 luglio 1969   | 29 giugno 1975    | Nicola D'Andrea                                                            | Partito Comunista Italiano                                      | Sindaco                   |      |
| 30 giugno 1975   | 17 gennaio 1982   | Michele Magno                                                              | Partito Comunista Italiano                                      | Sindaco                   |      |
| 18 gennaio 1982  | 16 agosto 1985    | Girolamo Campo                                                             | Partito Comunista Italiano                                      | Sindaco                   |      |
| 17 agosto 1985   | 15 aprile 1987    | Enrico Carmone                                                             | centro-sinistra                                                 | Sindaco                   |      |
| 16 aprile 1987   | 3 agosto 1989     | Matteo Quitadamo                                                           | Democrazia Cristiana                                            | Sindaco                   |      |
| 4 agosto 1989    | 14 febbraio 1990  | Agostino Ricucci                                                           | -                                                               | Commissario prefettizio   |      |
| 15 febbraio 1990 | 22 ottobre 1990   | Michele Spinelli                                                           | Partito Comunista Italiano                                      | Sindaco                   |      |
| 23 ottobre 1990  | 10 giugno 1992    | Francesco Castriotta                                                       | Partito Comunista Italiano - Partito Democratico della Sinistra | Sindaco                   |      |
| 11 giugno 1992   | 8 gennaio 1993    | Agostino Ricucci                                                           | -                                                               | Commissario prefettizio   |      |
| 9 gennaio 1993   | 17 gennaio 1994   | Giuseppe Sinigallia                                                        | centro-sinistra                                                 | Sindaco                   |      |
| 18 gennaio 1994  | 1º giugno 1995    | Giuseppe Dicembrino                                                        | Centro Cristiano Democratico                                    | Sindaco                   |      |
| 2 giugno 1995    | 23 novembre 1995  | Orazio Ciliberti                                                           | -                                                               | Commissario prefettizio   |      |
| 24 novembre 1995 | 4 maggio 2000     | Gaetano Prencipe                                                           | Comitati Prodi                                                  | Sindaco                   |      |
| 5 maggio 2000    | 31 marzo 2010     | Francesco Paolo Campo                                                      | Democratici di Sinistra - Partito Democratico                   | Sindaco                   |      |
| 1º aprile 2010   | 19 aprile 2019    | Angelo Riccardi                                                            | Partito Democratico                                             | Sindaco                   |      |
| 29 aprile 2019   | 15 ottobre 2019   | Vittorio Piscitelli                                                        | -                                                               | Commissario prefettizio   |      |
| 15 ottobre 2019  | 21 novembre 2021  | Vittorio Piscitelli, Francesca Anna Maria Crea, Alfonso Agostino Soloperto | -                                                               | Commissione straordinaria |      |
| 21 novembre 2021 | 27 ottobre 2023   | Giovanni "Gianni" Rotice                                                   | centro-destra                                                   | Sindaco                   |      |
| 30 ottobre 2023  | 6 novembre 2023   | Rachele Grandolfo                                                          | -                                                               | Commissario prefettizio   |      |
| 6 novembre 2023  | 24 giugno 2024    | Rachele Grandolfo, Angela Barbato, Nicolina Miscia                         | -                                                               | Commissione straordinaria |      |
| 24 giugno 2024   | in carica         | Domenico La Marca                                                          | centro-sinistra                                                 | Sindaco                   |      |

## Sport

### Calcio
Nel comune ha sede la società di calcio S.S.D. Manfredonia Calcio 1932, fondata nel 1932 e militante in Serie D.
La squadra di calcio a 5 Manfredonia C5, milita nel campionato di serie B dal 2004.
Al campionato regionale di serie C 2014-2015 di calcio a 5 femminile hanno partecipato le società A.S.D. Manfredonia C5 e F.C.D. FoveaDonia. Quest'ultima nel recente passato ha militato per quattro stagioni consecutive in serie A.
Manfredonia ha anche molti impianti Calcistici come lo stadio comunale miramare, il palazzetto dello sport, Gli impianti Sportivi Salvemini, il campetto "Sacra Famiglia" che organizza ogni inverno un torneo e molti altri campetti gestiti tra chiese e privati.

### Pallavolo
La squadra femminile di pallavolo, A.S.D. Volley Manfredonia nata nel 1987, ha militato per qualche stagione in serie B e nel 2014-2015 ha disputato il campionato regionale di serie C. La Volley Club Manfredonia, squadra maschile fondata nel 1977, ha partecipato al campionato regionale di serie D nel 2014.

### Campionati Mondiali Studenteschi di Beach Volley
Dal 26 maggio al 2 giugno 2013 Manfredonia è stata la sede dei Campionati Mondiali Studenteschi di Beach Volley. La kermesse internazionale è stata promossa dall'International School Sport Federation (ISF) e organizzata dal Ministero dell'istruzione, dell'università e della ricerca (MIUR) e dalla Federazione Italiana Pallavolo (FIPAV). I campi da gioco, con relative strutture, sono stati installati presso la Spiaggia Castello. Vincitrici dei tornei maschile e femminile sono state le 2 squadre provenienti dal Brasile.

### Pallacanestro
Le due squadre di pallacanestro, A.S.D. Basket Giuseppe Angel e A.S. Atletica Manfredonia, sono attive a livello regionale.

### Pallamano
La squadra di pallamano Freetime Handball Manfredonia ha partecipato al campionato di serie B interregionale nel 2012.